# Complexe sportif de Blocry
Le Complexe sportif de Blocry est situé au no 1 de la place des Sports à Louvain-la-Neuve, section de la ville belge d'Ottignies-Louvain-la-Neuve, en Brabant wallon.
Le Complexe sportif de Blocry comprend le centre sportif de Blocry (ouvert en 1977 mais inauguré officiellement le 12 mai 1979) et les piscines de Blocry (ouvertes en 1981),.
Créé en 1977, le Complexe sportif de Blocry est une association sans but lucratif (ASBL), gérée conjointement par l'UCLouvain, la Fédération Wallonie-Bruxelles (Communauté française de Belgique) et la ville d'Ottignies-Louvain-la-Neuve,,,. 
Implanté en plein cœur de Louvain-la-Neuve, le Complexe sportif de Blocry n'a cessé d'évoluer et représente aujourd'hui le plus grand ensemble sportif de la Fédération Wallonie-Bruxelles,, un des plus grands complexes sportifs publics du Benelux, si pas le plus grand, et même l'une des infrastructures sportives les plus complètes d'Europe.
Le Complexe sportif de Blocry évolue de plus en plus vers un centre d'excellence sportive, avec la création du Dojo fédéral de Judo, de la piste intérieure d'athlétisme (hall indoor inauguré en 2019) et la construction d'une piscine olympique.

## Toponymie
Attesté depuis 1204 sous la forme Blokeri, le toponyme Blocry signifie « la terre du lieu fortifié », du collectif roman -aria, et du moyen néerlandais blok.
Quant au quartier de l'Hocaille où se situe le complexe sportif, son nom signifie « petite épinette » et provient du wallon hok dérivé du moyen néerlandais hocht « buisson », combiné au diminutif -aille.

## Historique

### Genèse de la ville universitaire de Louvain-la-Neuve
Au cours des années 1960, le nombre d'étudiants de l'Université catholique de Louvain augmente rapidement en raison de l'évolution démographique et de la démocratisation des études supérieures. La loi du 9 avril 1965 sur l'expansion universitaire autorise la partie francophone de l'Université à envisager son expansion à Woluwe-Saint-Lambert et en Brabant wallon, ce qui amène l'Université à acquérir 150 hectares dès septembre 1966 sur le plateau agricole de Lauzelle à Ottignies.
Par ailleurs, les tensions entre les communautés linguistiques francophone et néerlandophone deviennent explosives à cause des revendications du mouvement flamand (né dès 1840) qui exige l'homogénéité culturelle de la Flandre. Ces tensions atteignent leur paroxysme en 1967-1968 avec l'affaire de Louvain, crise politique connue sous les noms de « Walen Buiten » (« Les Wallons dehors ») et de « Leuven Vlaams » (« Louvain flamande ») durant laquelle les Flamands exigent le départ des étudiants francophones de Louvain au nom du droit du sol et de l'unilinguisme régional, ce qui amène l'Université à décider le transfert intégral de sa section francophone hors de Louvain et à faire sortir de terre une ville universitaire entièrement neuve à Ottignies à partir de 1970,.
La loi du 24 mai 1970 institue deux universités séparées, la première pierre de la ville nouvelle de Louvain-la-Neuve est posée le 2 février 1971 et la faculté des Sciences appliquées ainsi que les premiers habitants s'y installent dès 1972.

### Grandes phases de la construction de la ville
La construction de la ville commence dès 1970 avec le quartier est, qui regroupe le Cyclotron (1970-1972), la place Sainte-Barbe (1970-1972), la Bibliothèque des Sciences (1970-1973),, la place des Sciences (1970-1976) et la place Croix-du-Sud (1974-1975),.
Elle se poursuit en 1974-1976 avec la rue des Wallons, la place des Wallons,,,,, la gare de Louvain-la-Neuve et les Halles universitaires, et en 1977 avec les Auditoires Agora.

### Construction du quartier de l'Hocaille
Dans ce contexte, la construction du quartier de l'Hocaille commence vers 1974 avec pour objectif de créer un lieu alternatif au Biéreau pour le logement étudiant et pour le logement urbain. La rue des Blanc Chevaux et la rue de l'Hocaille voient ainsi le jour, bordées de nombreux kots (chambres ou logements communautaires d'étudiants), ainsi que la place Pierre de Coubertin, une place qui s'ouvre sur la rue de l'Hocaille. 

### Historique du Complexe sportif de Blocry
C'est dans ce quartier de l'Hocaille que se développe en 1977 le pôle sportif de Louvain-la-Neuve avec, d'un côté, la Faculté des sciences de la motricité installée dans le bâtiment Pierre de Coubertin, qui forme les étudiants en éducation physique, kinésithérapie et réadaptation et, de l'autre, le Centre Sportif de Blocry, qui devient ensuite le Complexe sportif de Blocry.
Voici les grandes lignes de l'historique du Complexe sportif de Blocry (centre sportif et piscines) :
- 1977 : ouverture du Centre Sportif de Blocry
- 1979 : inauguration officielle du Centre Sportif[2],[30]
- 1981 : ouverture des piscines de Blocry et de 6 terrains de squash
- 1991 : inauguration du terrain synthétique de hockey-football
- 1992 : placement d'une structure gonflable de tennis
- 1992 : inauguration de la Passerelle Gaston Reiff
- 1994 : inauguration de la salle d'escalade et Réfection de la piste d'athlétisme
- 1997 : inauguration du musée du Sport et de la B.D. pour fêter les 20 ans du Complexe sportif de Blocry
- 1998 : inauguration de la salle de gymnastique et de sports acrobatiques (GSA) de 1 500 m2
- 2000 : inauguration de la 2e structure gonflable de tennis
- 2012 : rénovation des vestiaires et du système de ventilation du Centre sportif, rénovation du revêtement de la piste d'athlétisme et passage de 6 à 8 couloirs
- 2015 : première pierre du Dojo fédéral de judo
- 2017 : première pierre du hall indoor d'athlétisme
- 2018 : décicion de construire une piscine olympique
- 2019 : inauguration du hall indoor d'athlétisme (centre de formation pour sportifs de haut niveau - CFSHN)
- 2019 : approbation des subsides destinés à la construction d'une piscine olympique sur le site de Blocry[10]
- 2024 : inauguration de la piscine olympique

### Historique du centre de formation pour sportifs de haut niveau (CFSHN)
Un centre de formation pour sportifs de haut niveau (CFSHN) couvert étant réclamé par les athlètes de haut niveau et leurs fédérations depuis des décennies, un projet de piste d'athlétisme indoor de la Fédération Wallonie-Bruxelles voit le jour en 2009.
Ce projet met en concurrence sept villes dont Ottignies-Louvain-la-Neuve qui est finalement désignée en mai 2012, grâce à sa proximité du centre géographique de la Belgique, sa position le long de l'autoroute E411 entre Bruxelles et Namur et les infrastructures existantes du Blocry qui ont fait pencher la balance en faveur de la ville universitaire.
Le bâtiment est conçu par l'Atelier d'architecture de Genval en association avec Chabanne+partenaires architecte SAS.
La procédure d'adjudication des travaux est légèrement retardée en 2015 par un double recours introduit par un des quatre soumissionnaires non retenus : devant le Conseil d'État d'une part, et devant le tribunal de première instance de Nivelles, de l'autre.
Vu le climat d'austérité économique, le budget passe de 70 millions d'euros à 40 millions puis finalement à 22,5 millions d'euros,. Alors que quelques années auparavant, la Wallonie espérait se doter d'un centre sportif ultramoderne permettant à l'ensemble des sportifs francophones de haut niveau (escrime, judo, athlétisme, natation, basket, gymnastique, rugby, tennis et tennis de table,…) de s'y entraîner, évitant ainsi de devoir se rendre à l'étranger pour poursuivre leurs entraînements hivernaux, le projet est considérablement réduit pour se limiter à une piste d'athlétisme indoor, défendue avec force par Jacques Borlée.
La présence accrue de sportifs de haut niveau amènera l'UCLouvain à renforcer sa recherche dans le domaine du sport, en créant notamment des synergies au sein du monde académique et scientifique, au bénéfice des athlètes, de leur santé et de leur niveau de performance.
Après que les représentants du Collège communal et de l'administration aient découvert l'infrastructure le 21 février 2019, la piste intérieure d'athlétisme est inaugurée le 17 mai 2019 devant un parterre de sportifs, d'hommes politiques et d'entrepreneurs.
En mai 2020, durant la crise provoquée par la pandémie de Covid-19, 200 bureaux équipés d'ordinateurs sont installés sur le plateau central, à l'intérieur de la piste d'athlétisme, pour permettre l'organisation d'examens universitaires, au grand dam de Jacques Borlée, le coach des Belgian Tornados.

### Projet de piscine olympique de Blocry

#### Rénovation ou construction neuve?
En février 2017, le conseil d'administration du complexe sportif de Blocry se réunit pour discuter de l'avenir des piscines de Louvain-la-Neuve, inaugurées en 1981, qui sont victimes de l'usure du temps.
Deux projets de rénovation sont élaborés. Le premier prévoit une modernisation des deux bassins actuels, le second consiste en la construction d'une piscine olympique sur le site des bassins actuels. Dans les deux cas, il faudrait fermer les piscines pendant deux ans, ce qui poserait d'insolubles problèmes pour les milliers de personnes qui pratiquent la natation à Louvain-la-Neuve. 
Une troisième piste est donc explorée : la construction d'une nouvelle piscine le long du boulevard de Lauzelle. Plus cher que les deux premiers, ce projet présente l'avantage de pouvoir maintenir les deux piscines actuelles ouvertes pendant la durée des travaux,. Cette nouvelle infrastructure constitue une étape supplémentaire pour amener le site de Blocry vers une excellence sportive, en complément du Dojo et de la piste intérieure d'athlétisme, afin d'accueillir plus de sportifs de haut niveau.

#### Financement
Le coût du projet devrait avoisiner les 17 millions d'euros : la participation de la Région wallonne est de 5,2 millions, celle de la Province du Brabant wallon de 2 millions et le solde sera financé par les trois copropriétaires des infrastructures sportives du Blocry (ville, université et Fédération Wallonie-Bruxelles) à raison de 3,3 millions chacun.

#### Relocalisation
En 2019, l'endroit initialement prévu, situé à l'ouest du Complexe sportif près d'un ancien terrain de rugby le long du boulevard de Lauzelle, est abandonné parce que la Fédération Wallonie-Bruxelles considère l'endroit comme trop éloigné, et parce qu'elle découvre un problème de sécurité juridique relatif à la propriété du terrain.
La ville d'Ottignies-Louvain-la-Neuve, l'UCLouvain et la Fédération Wallonie-Bruxelles, copropriétaires des infrastructures sportives du Blocry, choisissent alors un nouveau lieu d'implantation, plus proche du centre sportif : la piscine olympique sera construite sur une zone occupée actuellement par trois terrains de tennis couverts (bulle T5) et par l'ancienne pisciculture de l'UCLouvain, juste à côté du dojo fédéral,.

#### Travaux et inauguration
Le chantier clé sur porte, mené par l'association momentanée « Swim Team Blocry 2.0 » dans le cadre d'un marché public « design and build  » (conception et construction), démarre le 29 août 2022 par des travaux préparatoires suivis de la démolition de la bulle de tennis T5 et du bâtiment qui abritait la pisciculture,.
La cérémonie de la pose de la première pierre se déroule le 15 novembre 2022 en présence des trois copropriétaires du complexe sportif (la Ville, l'UCLouvain et la Fédération Wallonie-Bruxelles) et de représentants de la Région wallonne et de la Province du Brabant wallon. 
La nouvelle piscine est inaugurée le 18 septembre 2024 en présence des trois copropriétaires, des représentants de la région wallonne de la province ainsi que de nombreux sportifs,
,,. Les anciennes piscines ferment définitivement leurs portes le même jour.

## Infrastructures et disciplines sportives du Complexe sportif de Blocry

### Centre sportif de Blocry

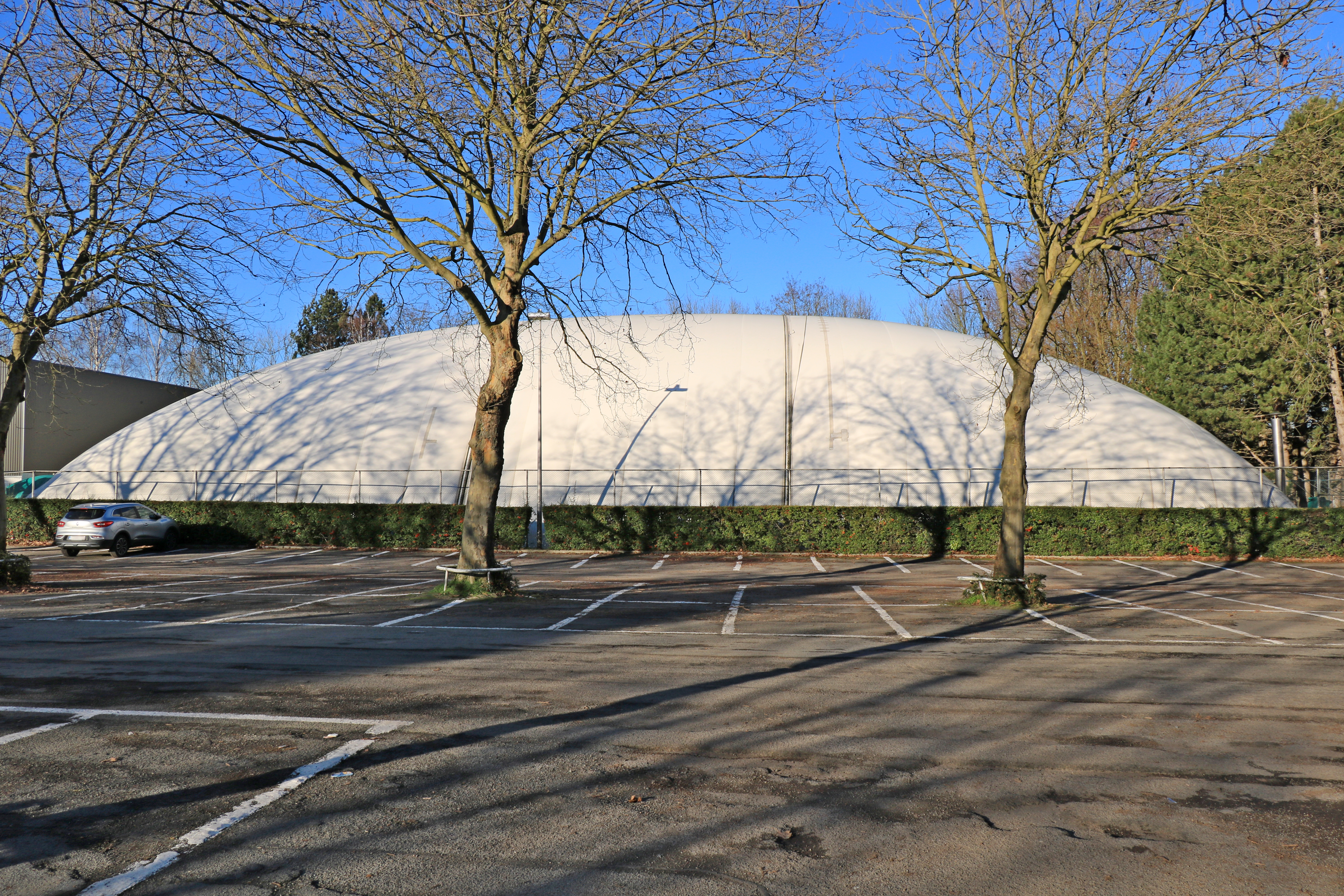
La bulle de tennis T5, démolie en août 2022 pour céder la place à la piscine olympique.

Le centre sportif de Blocry compte une vingtaine de salles, 13 ha de terrains extérieurs, un centre de mise en forme et de relaxation, deux structures gonflables réservées au tennis, un hall toilé réservé au tennis et au badminton, 40 vestiaires collectifs, un hall indoor d'athlétisme (centre sportif de haut niveau) et un Dojo de judo, tous deux prioritairement destinés à la formation des sportifs de haut niveau,,. 
Plus de 80 clubs sont présents chaque année dans ses installations. 
Le centre sportif offre également une cafétéria de 300 places.
De nombreuses disciplines sportives y sont pratiquées :
- sports individuels : athlétisme, escalade, escrime, tir à l'arc, triathlon, duathlon ;
- sports de raquette : badminton, squash, tennis, tennis de table ;
- sports collectifs : basket-ball, football, handball, hockey, mini-foot, volley-ball ;
- arts martiaux : aïkido, boxe, défense, jeet kune do, ju-jitsu, judo, karaté, katori shinto ryu, kung fu, naginata, taekwondo, tai-chi, qi gong, yoseikan budo ;
- gymnastique, danse, mise en forme : danse, fitness, gymnastique, gymnastique artistique, mise en forme, multisports, psychomotricité, relaxation, yoga, trampoline ;
- handisport : judo, multisports, psychomotricité, tennis de table.

### Anciennes piscines de Blocry
Les anciennes piscines de Blocry comprennent deux piscines de 25 mètres, une pataugeoire et une cafétéria de 100 places,.
La piscine communale, ou piscine basse, est ouverte au grand public,. On y organise des séances ouvertes à tout public, des séances réservées aux écoles, des séances récréatives avec jeux aquatiques ainsi que des cours collectifs ou particuliers.
La piscine pédagogique, ou piscine haute, a été construite par la Communauté française et l'UCL pour répondre à des besoins de cours et d'entraînement,.
Les piscines, qui ne possèdent pas de pédiluves, utilisent un système de filtration de l'eau à ions cuivre/argent, sans chlore. L'eau des douches et des deux piscines est préchauffée sur les toits par l'énergie solaire.
En octobre 2023, le directeur du complexe sportif confie à demi-mot ses craintes de voir les anciennes piscines lacher avant l'achèvement de la piscine olympique : « Les piscines actuelles sont dans un état « compliqué ». Le bâtiment date des années 1980, on y met des rustines à gauche et à droite - le minimum de frais - pour pouvoir tenir jusqu'à l'ouverture de la nouvelle piscine ».
Les anciennes piscines de Blocry ferment définitivement leurs portes le jour de l'inauguration de la piscine olympique, le 18 septembre 2024.

### Piste d'athlétisme couverte / centre de formation pour sportifs de haut niveau
Le hall indoor d'athlétisme est implanté juste à côté de la grande piste d'athlétisme extérieure, constituant ainsi une offre complète pour la pratique de cette discipline en toute saison, quelle que soit la météo, été comme hiver,, et permettant aux athlètes wallons et bruxellois de s'entraîner dans de bonnes conditions en hiver sans devoir se rendre à Gand ou à l'étranger. 
D'une superficie totale de 10 170 m2, le hall indoor (qui double presque la surface sportive indoor du Complexe sportif de Blocry) comprend un plateau de compétition en salle aux critères de qualité internationaux (un anneau de 6 couloirs de 200 m, une ligne droite de 8 couloirs de 60 m, une piste de 4 couloirs de 250 m pour le sprint, une ligne droite de 110 m et des zones pour le lancer du poids, le saut en hauteur, le saut en longueur et le saut à la perche), des aires d'échauffement, une salle de mise en condition physique, une salle de musculation, un local de suivi médical, un espace kiné, un local antidopage, des vestiaires, une salle de presse et des gradins pouvant accueillir jusqu'à 2 500 personnes,,,,.
Les 6 couloirs, de type Regupol, très appréciés par les sportifs de haut niveau, sont les plus larges autorisés par la fédération internationale d'athlétisme (IAAF) : ils ont ici une largeur de 110 cm contre 90 seulement à Gand, qui était la seule piste indoor disponible jusqu'alors,. Les athlètes disposent également de 4 couloirs d'échauffement de 250 m de long, qui jouxtent les pistes de compétition.
Le complexe est aussi aménagé afin de pouvoir accueillir, dans sa partie centrale, d'autres disciplines, comme le judo, le tennis de table, la gymnastique et le badminton,,.
Doté d'un budget annuel de fonctionnement de 650.000 euros, cet outil est destiné aux athlètes de haut niveau francophones tant pour le volet entraînement (choix du revêtement, duplication des aires de sauts et de lancers) que pour le volet compétition grâce à une capacité totale de 2500 places dans les tribunes,. Mais il sera aussi utilisé pour la formation et accessibles aux clubs d'athlétisme locaux, aux écoles, aux stages ADEPS, aux étudiants en éducation physique et en kinésithérapie ainsi qu'aux sportifs de tous les jours,,,,,.
Le bâtiment va, après une trentaine d'années, permettre d'enfin organiser les championnats francophones en Wallonie et plus en Flandre, ainsi que le championnat de Belgique,. La ligue francophone d'athlétisme (LBFA) va venir y installer ses bureaux : avec ses athlètes, elle sera présente presque en permanence en hiver à Louvain-la-Neuve.
Après avoir testé la piste en janvier 2019, Ismaël Debjani, recordman de Belgique du 1 500 m commente : « Les sensations sont top et la piste est vraiment parfaite. Je m'attendais à voir quelque chose de beau mais là j'ai vraiment été étonné, très surpris. C'est magnifique ».
L'édition 2021 des Championnats de Belgique d'athlétisme en salle est organisée, le 20 février, au Complexe de Blocry. Toutefois, l'événement se déroule sans spectateurs et est réservé aux athlètes de haut niveau ainsi qu'aux espoirs internationaux, en raison de la pandémie de Covid-19 en Belgique.

### Piscine olympique de Blocry
La piscine olympique de Blocry, ouverte au public depuis le 19 septembre 2024, a une dimension de 50 mètres sur 25 mètres avec un fond modulable,,,. 
Des fonds et un mur mobiles permettent de diviser le bassin en deux, trois ou quatre parties présentant des profondeurs différentes. Dans l'espace de petite profondeur, ce fond modulable peut être levé pour permettre l'apprentissage de la nage en toute sécurité.
La piscine est équipée d'un plafond acoustique en acier perforé, qui permet de réduire le bruit de façon plus efficace que dans les anciennes piscines, comme l'explique le directeur du complexe sportif « Les personnes qui donneront cours d'un côté de la piscine ne seront pas dérangées par celles qui donneront cours de l'autre côté ».
La piscine olympique est très performante au niveau énergétique : 62 % de ses besoins sont couverts par des énergies renouvelables, dont 790 panneaux photovoltaïques en toiture, des pompes à chaleur et une ventilation à double flux avec récupération de la chaleur de l'air et de l'eau des douches,,,.
La désinfection de l'eau est assurée par des filtres, des UV et un système au chlore, et plus par un système à base de cuivre et d'argent comme dans les anciennes piscines.
La piscine dispose d'une pataugeoire et d'une tribune de 200 places mais ne possède pas de cafétéria pour le public.
Pour ce qui est de la sécurité des nageurs, la piscine comporte un système de surveillance électronique pour alerter les sauveteurs de la présence d'un corps inerte au fond de l'eau.
La circulation routière est améliorée puisque les cars scolaires ne doivent plus pénétrer dans le quartier de l'Hocaille grâce à l'aménagement d'une zone de « dépose-minute » le long du boulevard de Lauzelle qui permet aux cars de déposer et de reprendre les nageurs à hauteur de la rampe d'accès qui amène à la porte de la piscine,,,,.

## Architecture et description

### Centre sportif de Blocry

#### Façade de la place des Sports

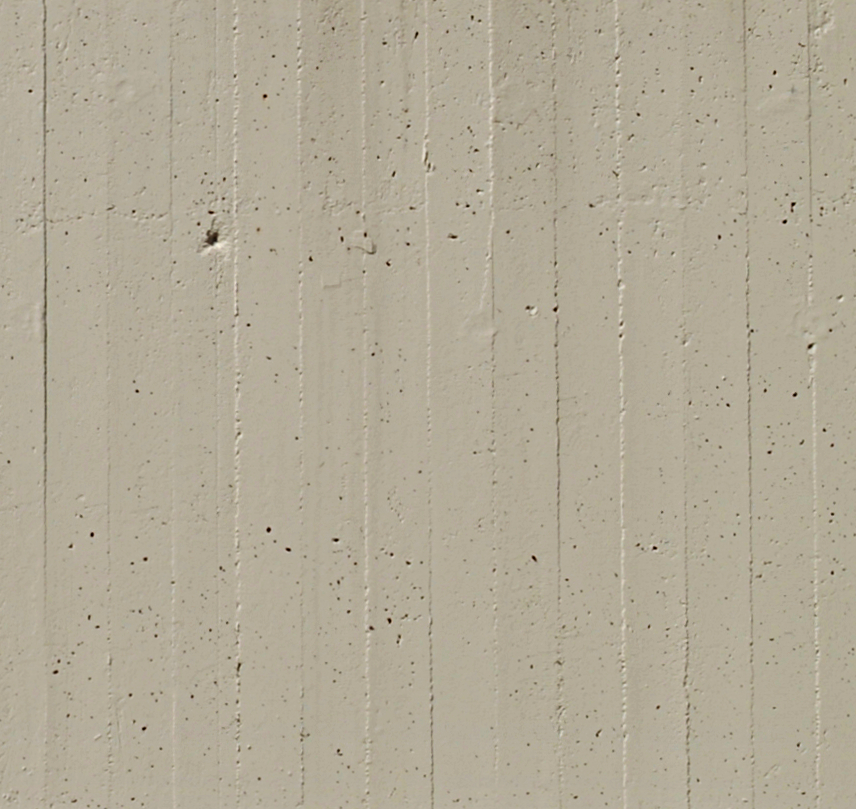
« Béton brut » caractéristique de l'architecture brutaliste très présente à Louvain-la-Neuve.

Vu depuis la place des Sports, dont il occupe le no 1, le centre sportif présente une façade très basse, car il est en grande partie enterré. 
Cette façade, dominée par la haute toiture en tôle ondulée brune de la grande salle H1, est constituée principalement d'un large bandeau de « béton brut » portant un grand panneau noir affichant le nom du centre en lettres blanches. 
Elle constitue donc un exemple d'architecture brutaliste, caractérisée par des façades de « béton brut » sans revêtement, dont les surfaces présentent souvent une texture héritée du bois de coffrage, le béton « brut de décoffrage »,, gardant la marque des planches de bois qui ont servi au moulage, leurs veinures ainsi que leurs lignes de jointure. 
On retrouve ce « béton brut » en d'autres endroits du centre sportif , comme près de « L'Arbre des 30 ans », à la sortie nord qui mène vers la passerelle Gaston Reiff.

Façade et entrée
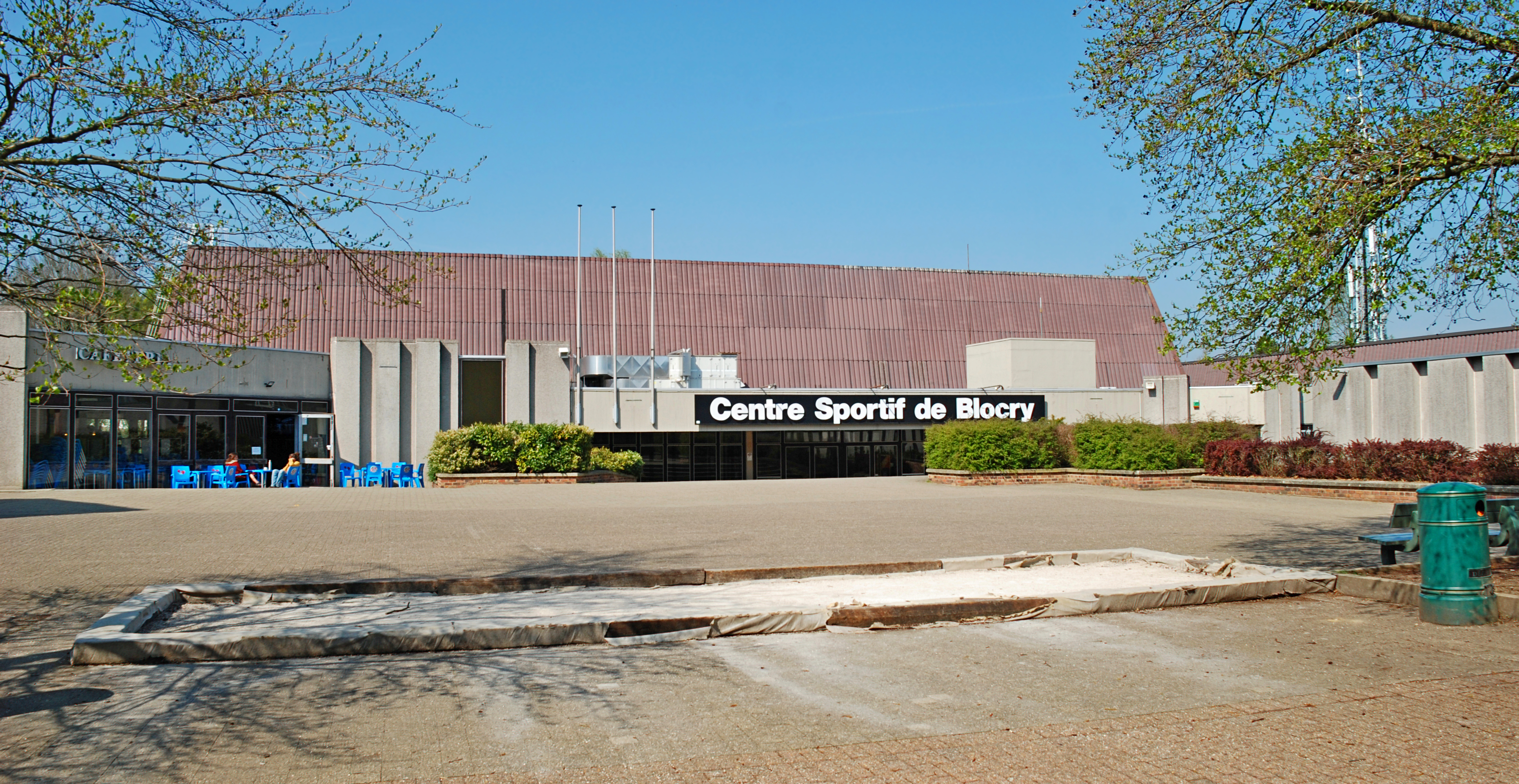
Place des Sport, façade du centre sportif et terrasse de la cafétéria.
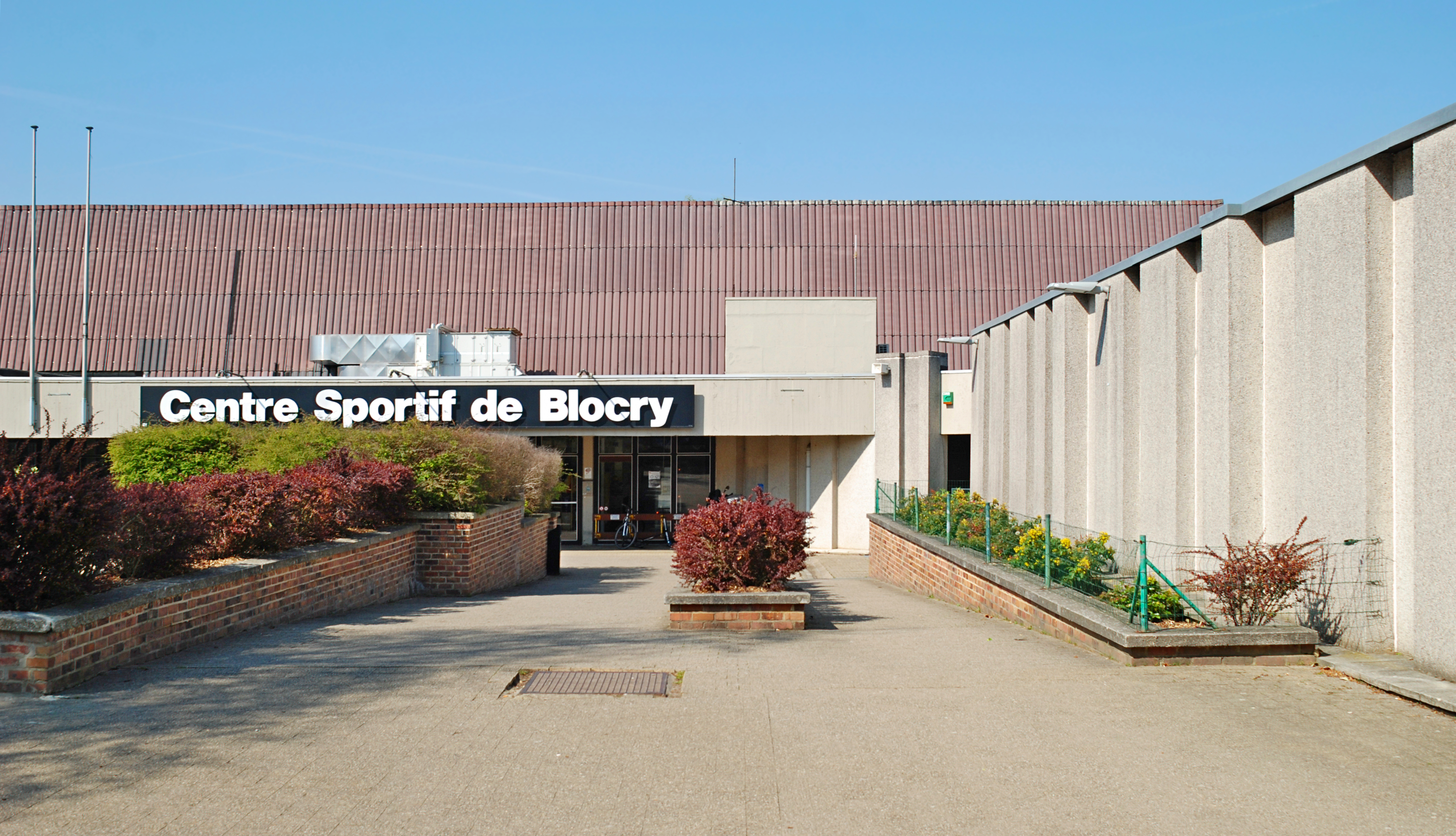
Chemin d'accès menant à l'entrée du centre sportif.

#### Intérieur

##### Rez-de-chaussée
À l'intérieur, le rez-de-chaussée abrite le hall d'entrée, la cafétéria, la réception, les services techniques, la direction, le secrétariat, la salle de réunion Jean Deghelt ainsi que les services administratifs et financiers.
L'escalier qui mène au sous-sol porte une plaque qui commémore l'inauguration du centre sportif le 12 mai 1979 par Michel Hansenne (ministre de la Communauté française de Belgique), Max Wasterlain (directeur général de l'A.D.E.P.S.), Michel Woitrin (administrateur général de l'Université catholique de Louvain), Yves du Monceau (sénateur et bourgmestre d'Ottignies-Louvain-la-Neuve) et Philippe Mulatin (directeur du centre sportif). 
La plaque a été inaugurée près de 10 ans plus tard, le 17 avril 1988, par Jean-Pierre Grafé, ministre de la Communauté française de Belgique.

Rez-de-chaussée
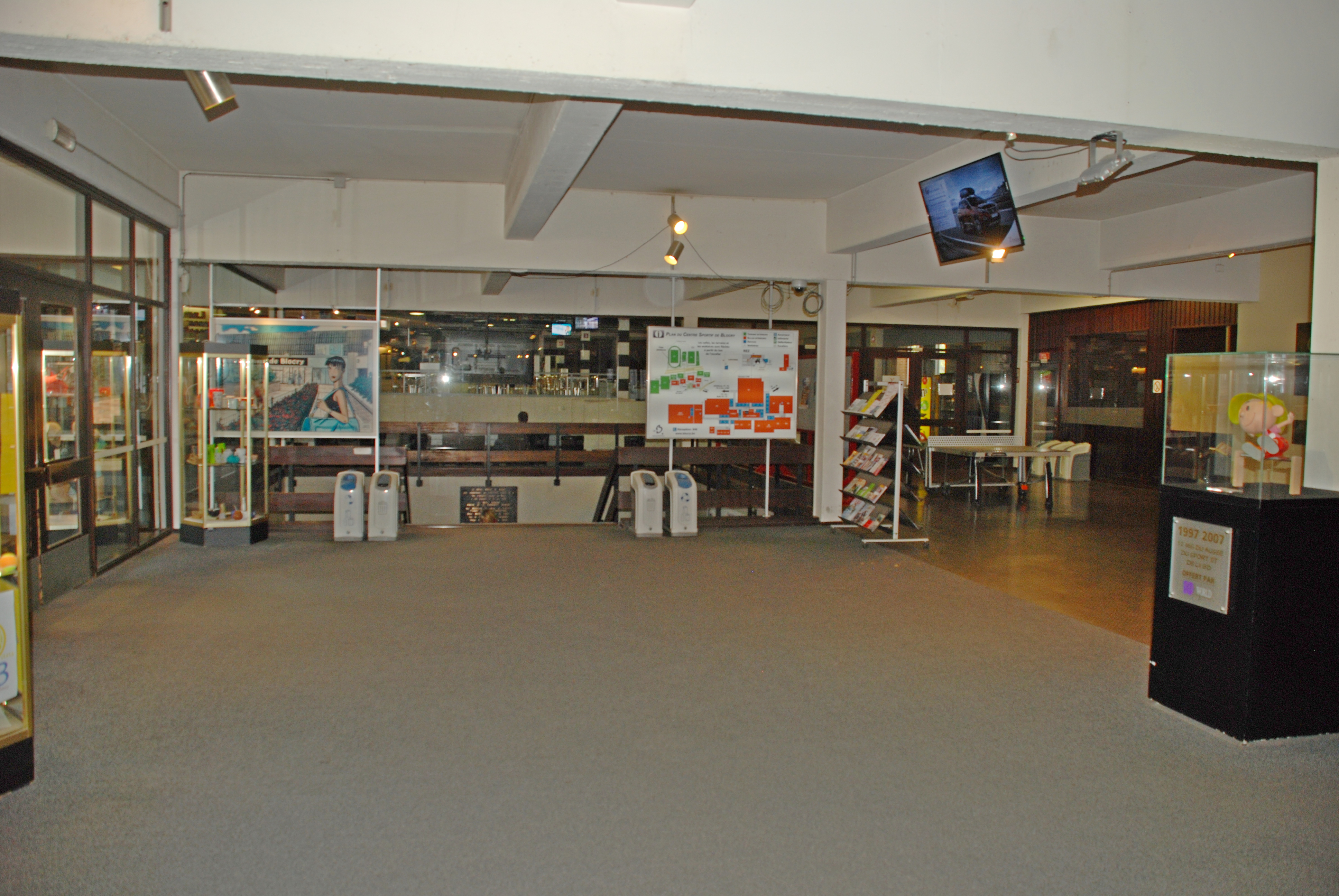
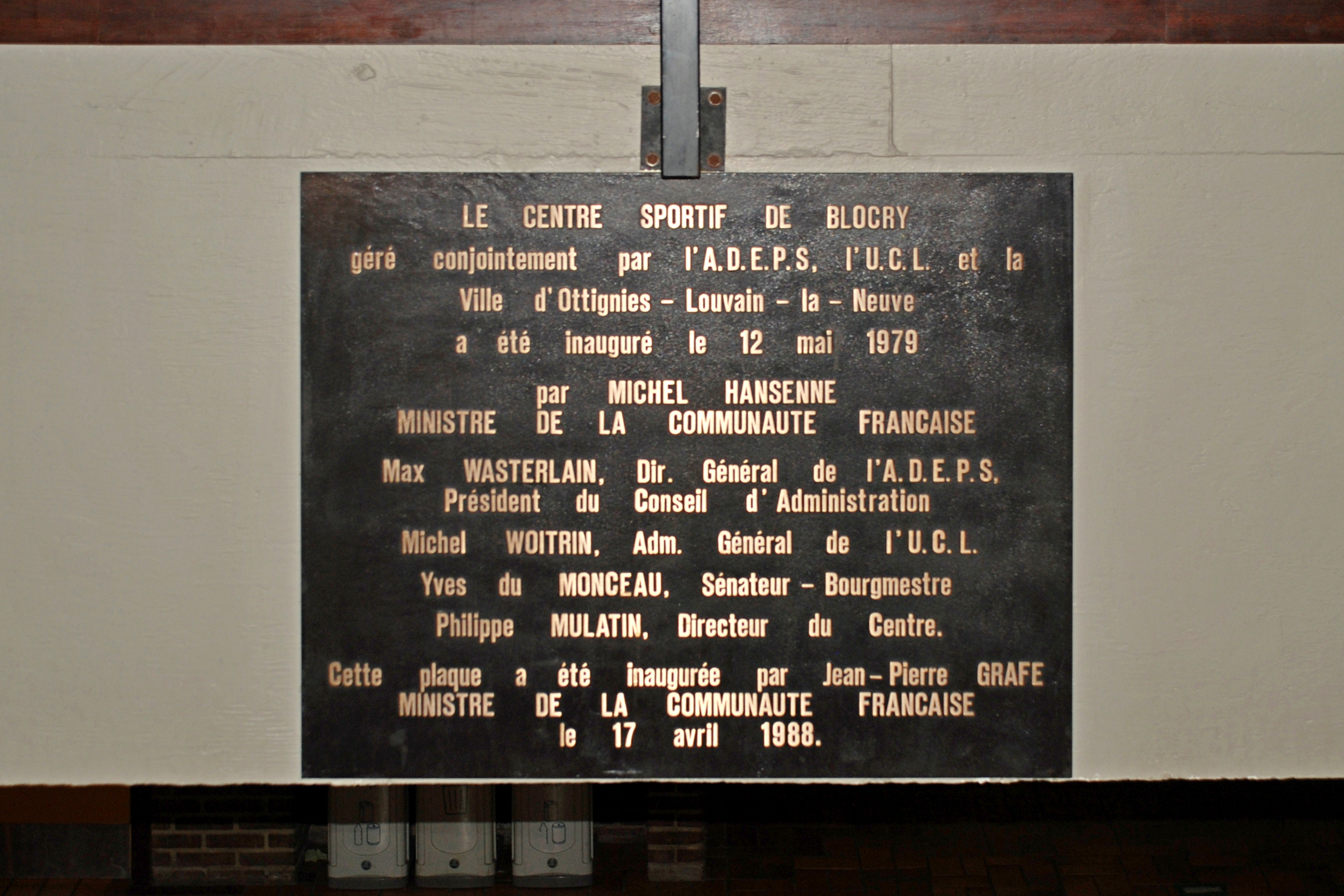
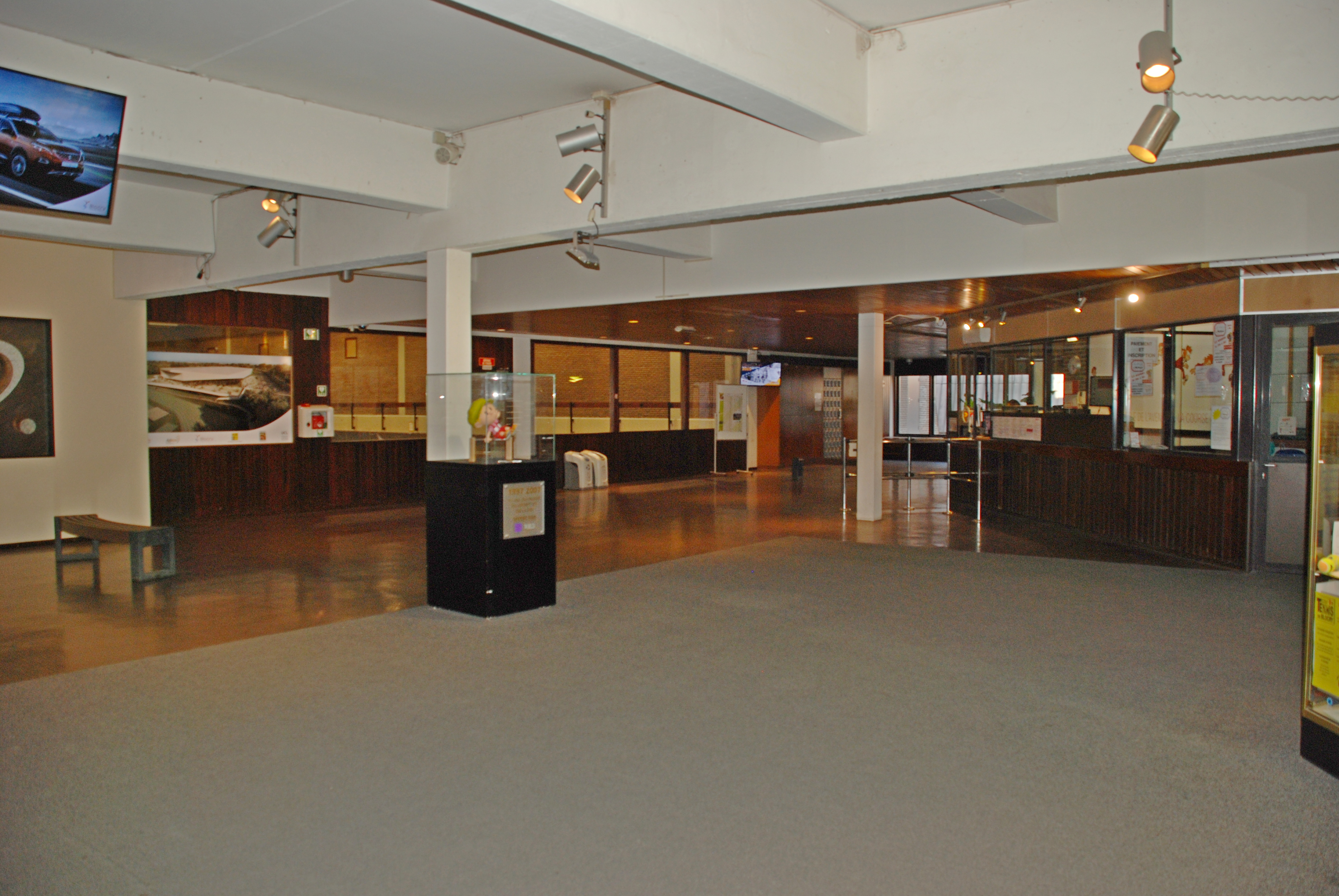

##### Sous-sol
Le sous-sol abrite d'innombrables couloirs, vestiaires et salles de toutes tailles. 
On y trouve trois grandes salles (H1, H2 et GSA-Gymnase), des salles de tailles moyenne (escalade, muscu, 3 gymnases et deux salles de sports de ballon) ainsi que de nombreuses salles de petite taille (combat, dojo, squash, salle polvalente).
Dans un des couloirs, un panneau rend hommage à Gaston Reiff, premier belge à avoir remporté une médaille d'or aux jeux olympiques : ce fut lors des Jeux olympiques d'été de 1948 à Londres dans l'épreuve des 5 000 m. Ce cadre présente une photo de la victoire de Gaston Reiff, le fanion des jeux de 1948 signé par Gaston Reiff, par son rival et ami le Tchèque Emil Zátopek et par Étienne Gailly, médaille de bronze du marathon, le palmarès de Gaston Reiff (3 records du monde, 26 records de Belgique, Trophée national du Mérite sportif en 1946, Médaille d'or du mérite sportif en 1949), une photo de Reiff et Zátopek « Rivaux dans le sport, amis dans la vie », ainsi qu'un photo de l'inauguration de la Passerelle Gaston Reiff le 26 septembre 1992 en présence de l'athlète.
Les couloirs sont ornés de nombreuses reproductions de bandes dessinées illustrant les différents sports (voir plus loin).

Couloirs du sous-sol et panneau d'hommage à Gaston Reiff
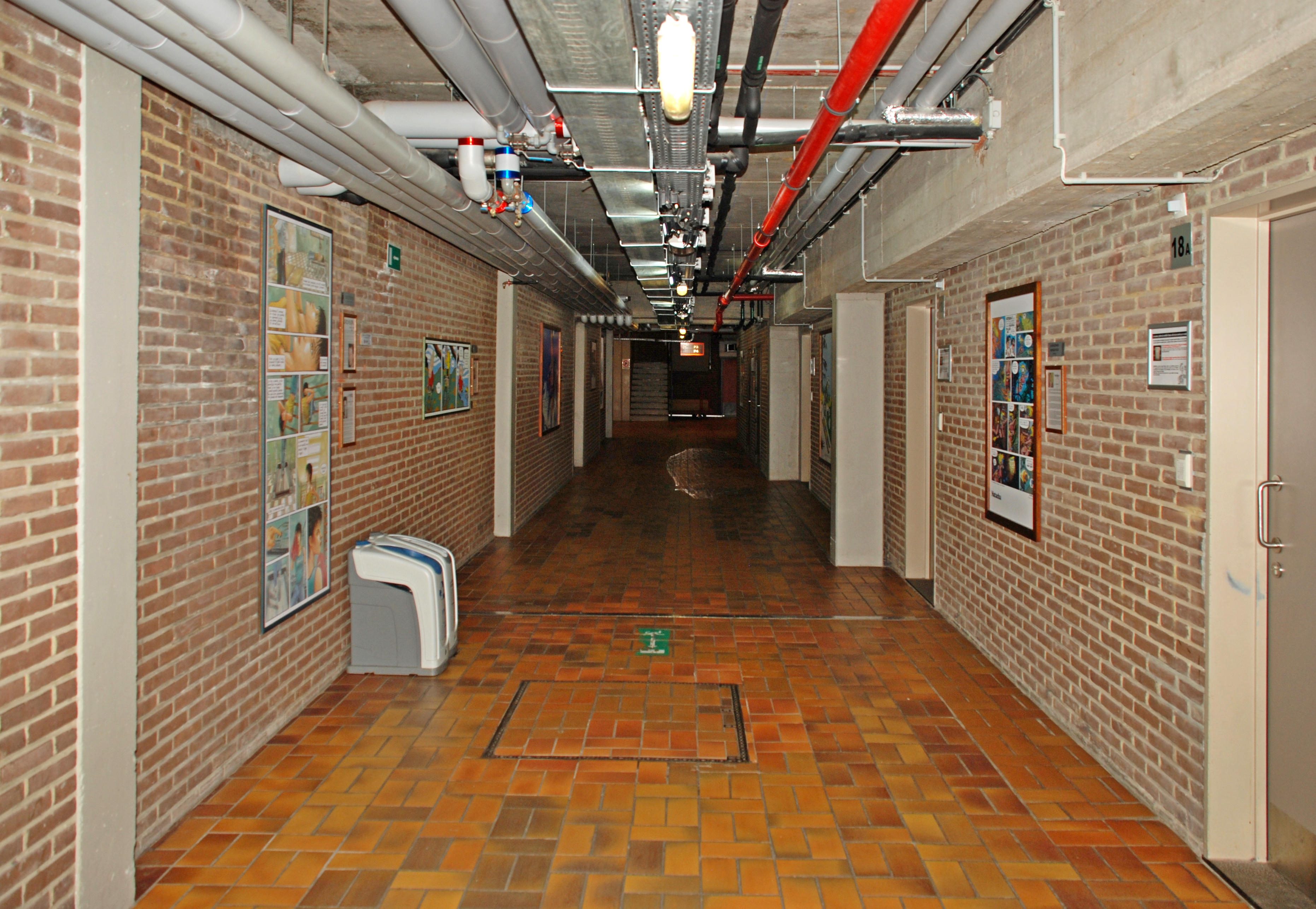
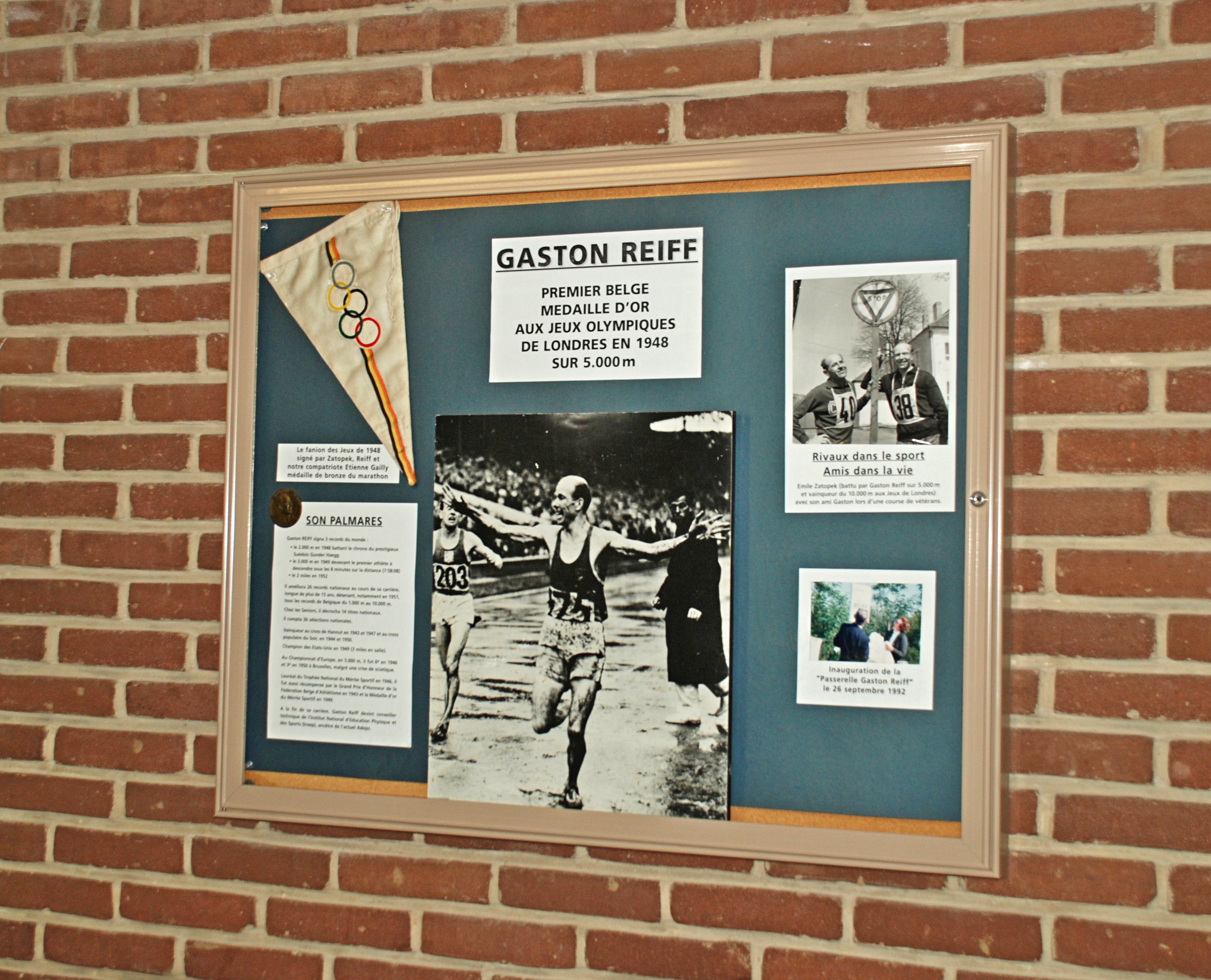
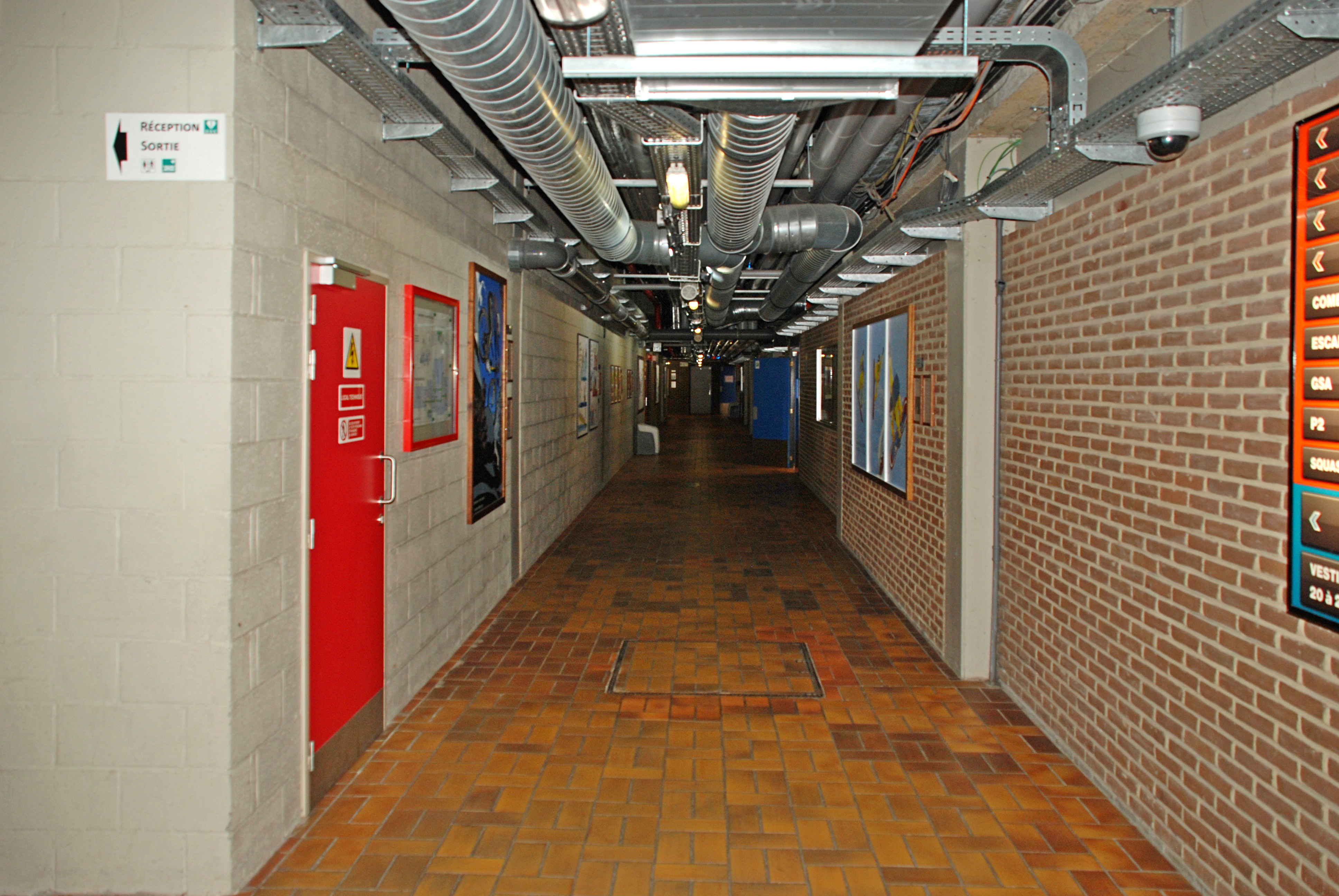

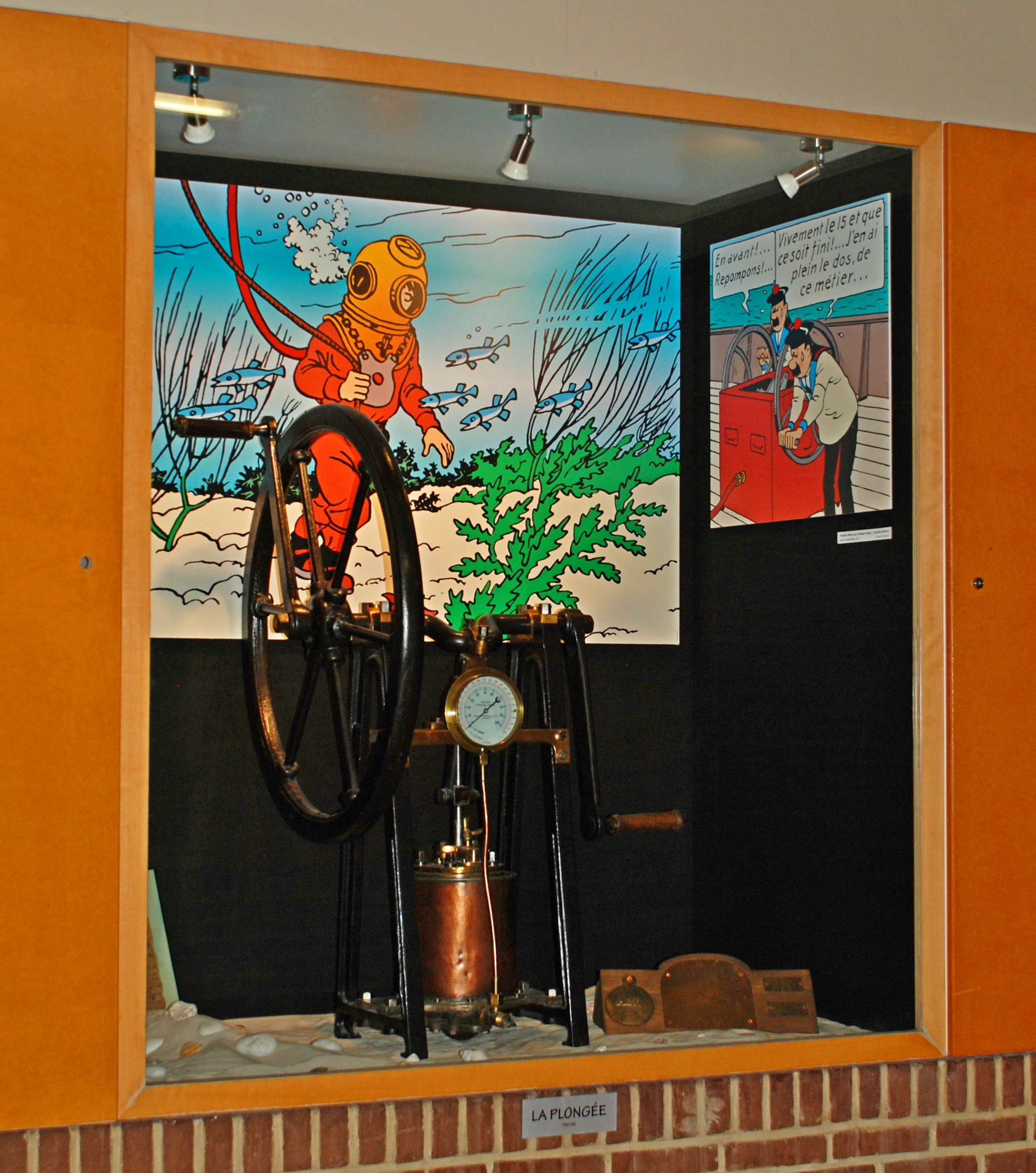
La niche illustrant la plongée.

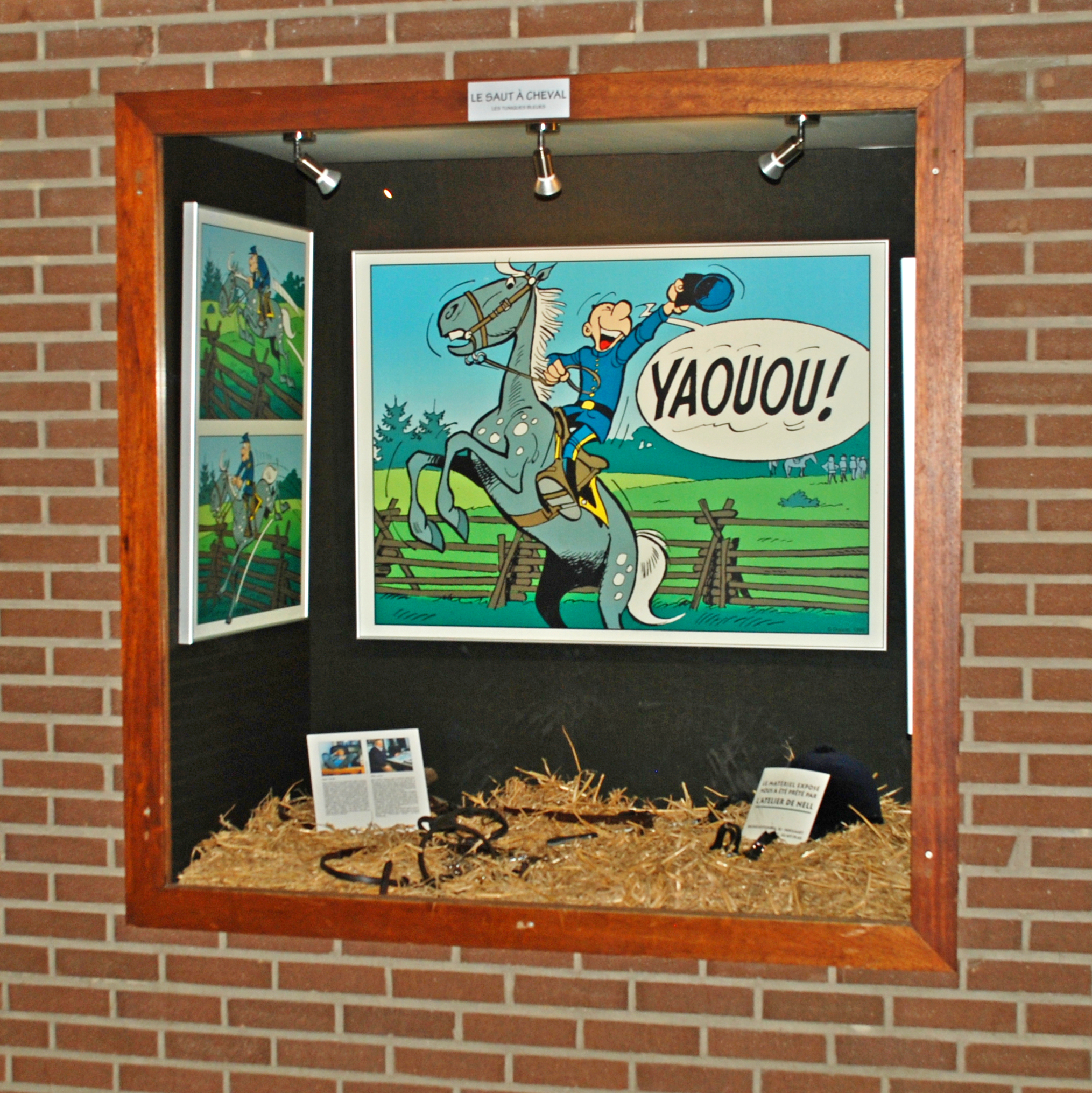
La niche illustrant le saut à cheval.

Les couloirs du Centre sportif de Blocry sont ornés de dizaines de panneaux et de niches où des héros de bande dessinée illustrent les différents sports. Chaque illustration est accompagnée d'une notice décrivant l'auteur.
Certaines illustrations représentent non pas un sport mais un thème connexe, comme les vestiaires avec Le Petit Spirou, la course aux trophées avec le Chat de Philippe Geluck, les Jeux olympiques avec Alix ou la flamme olympique avec Les Psy de Bédu et Cauvin.
Certains de ces panneaux sont réalisés par le Kot BD de Louvain-la-Neuve, comme ceux qui représentent Gaston Lagaffe où les Psy. 
Une niche représente la plongée, avec du sable, des galets, une pompe à bras et une plaque de cuivre sous un dessin de Hergé représentant Tintin en scaphandre, et une autre illustre le saut à cheval, avec de la paille, une bombe d'équitation et un licol sous des dessins figurant le caporal Blutch, de la série Les Tuniques bleues.
De nombreux sports sont illustrés :
- aïkido : La Smala (Marco Paulo)
- badminton : Blondin et Cirage
- course à pied : Corentin
- deltaplane : La Patrouille des Castors
- escalade : Yakari
- football : Léonard
- jogging : Canardo
- luge : Boule et Bill
- marche : Tintin et Moriensart
- moto : Jeremiah
- multisports : Kid Paddle et Néron
- natation : Cubitus
- parachutisme : Jean Valhardi
- parapente : Seuls
- plongée : Tintin et Natacha
- plongeon : Laïyna
- rallye : Ric Hochet
- saut à cheval : Les Tuniques bleues
- saut à la perche : Gaston Lagaffe
- ski : Lucky Luke
- ski extrême : Largo Winch
- spéléo : Blake et Mortimer
- steeple : inspecteur Crouton de la série Gil Jourdan
- tennis : Cédric
- tir à l'arc : Thorgal
- vélo : Tendre Violette

#### Arbre des 30 ans, bulles de tennis et terrains de football
Un couloir situé entre les grandes salles H1 et H2 donne accès, à l'arrière du bâtiment principal, à une petite place au bord de laquelle se dresse l'« Arbre des 30 ans », signalé par une plaque en pierre bleue : « L'Arbre des 30 ans - Complexe Sportif de Blocry - Le 21 septembre 2007 ».
De cette place, un chemin mène aux bulles de tennis T2 et T3 et aux terrains de football F1 et F2.

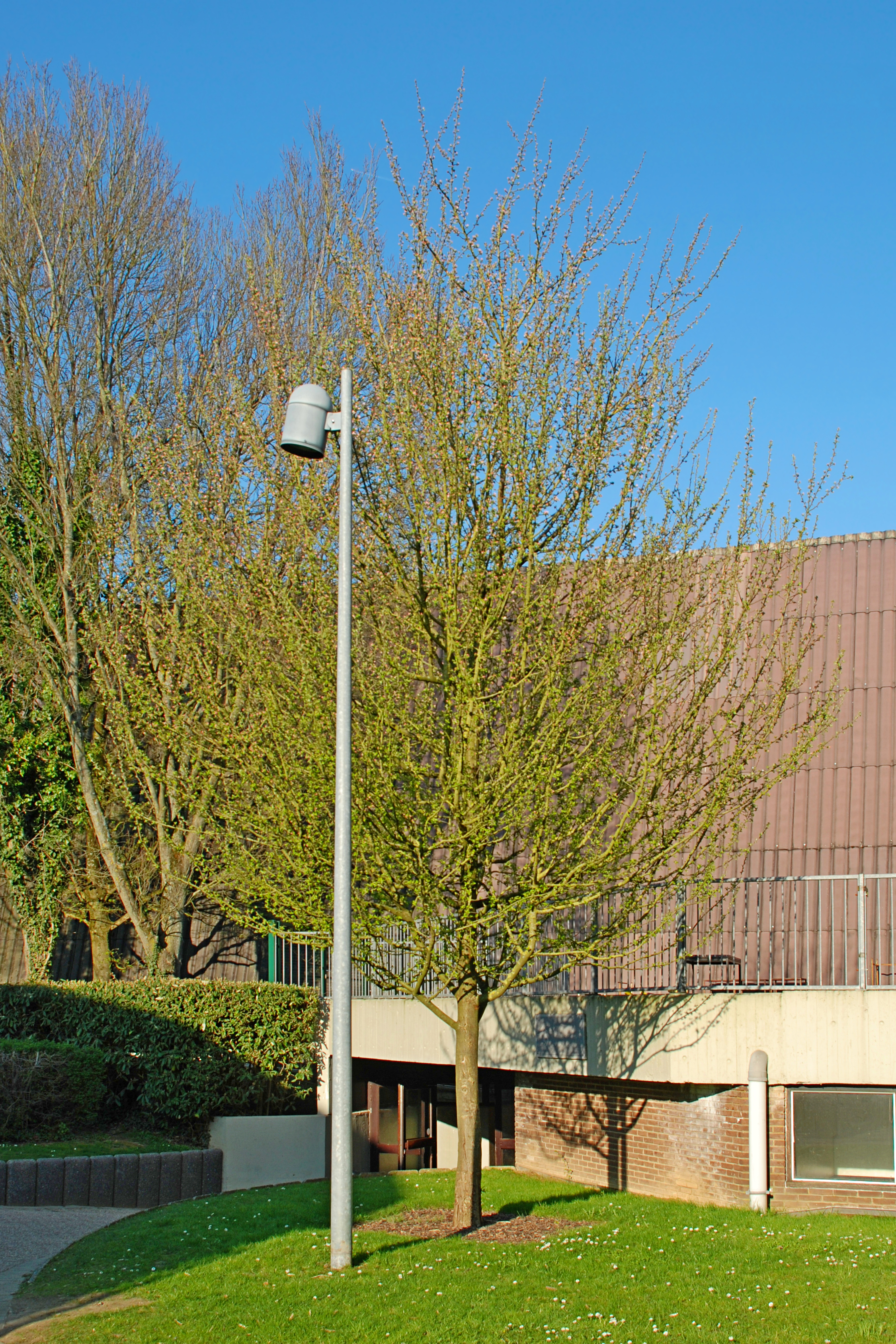
« Arbre des 30 ans ».
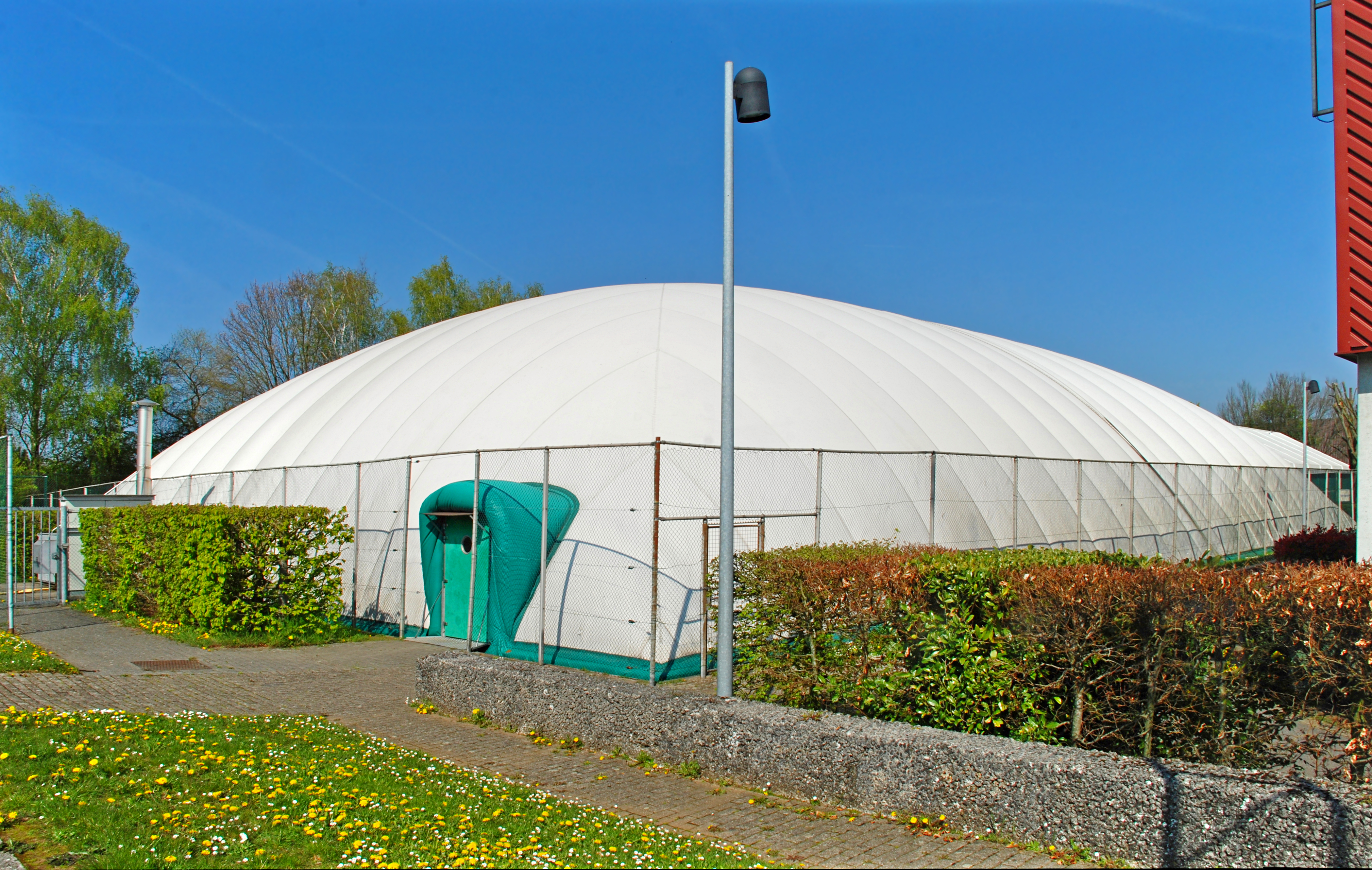
Bulle de tennis T2.
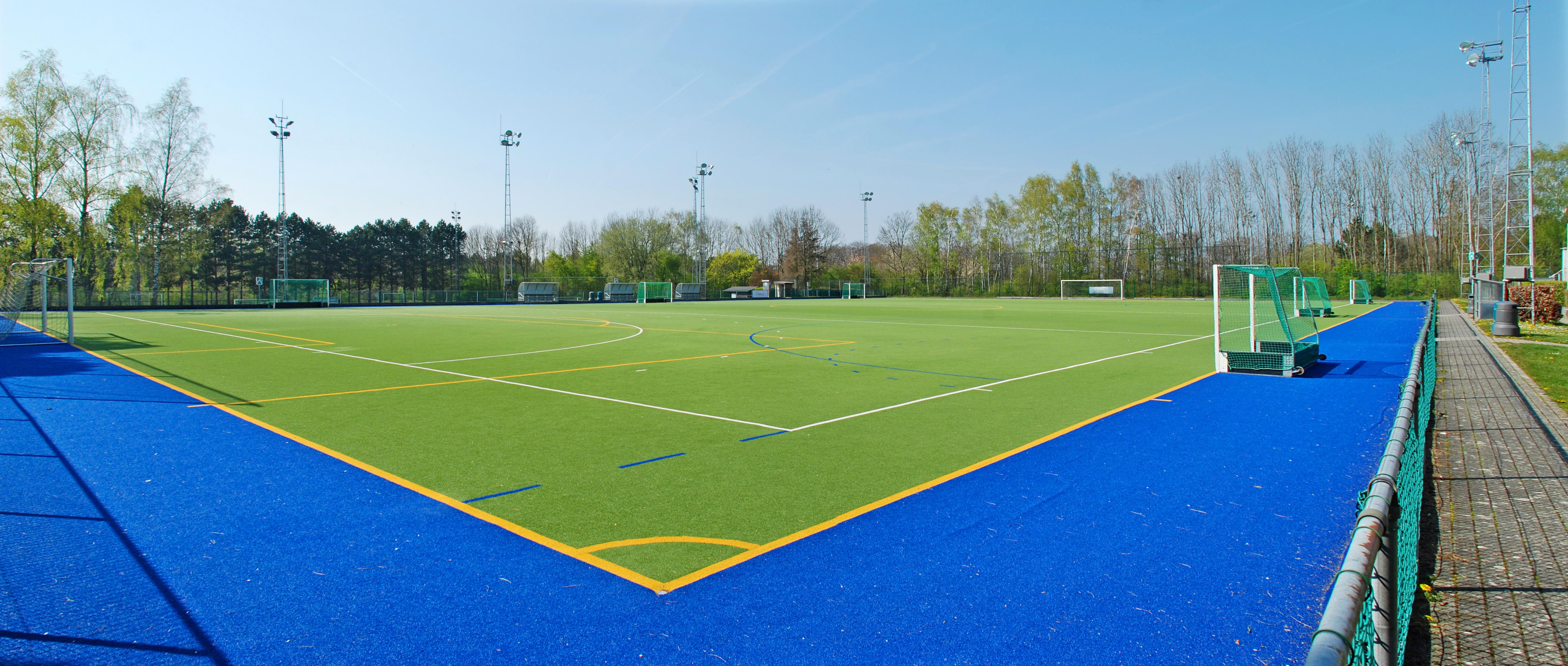
Terrain de football F1.

#### Passerelle Gaston Reiff
La même placette donne accès à la Passerelle Gaston Reiff, qui enjambe le boulevard de Lauzelle pour donner accès aux pistes d'athlétisme.
La passerelle est précédée d'une plaque « Passerelle Gaston Reiff - Premier Belge médaille d'or aux jeux olympiques de Londres - 1948 ».

Passerelle Gaston Reiff
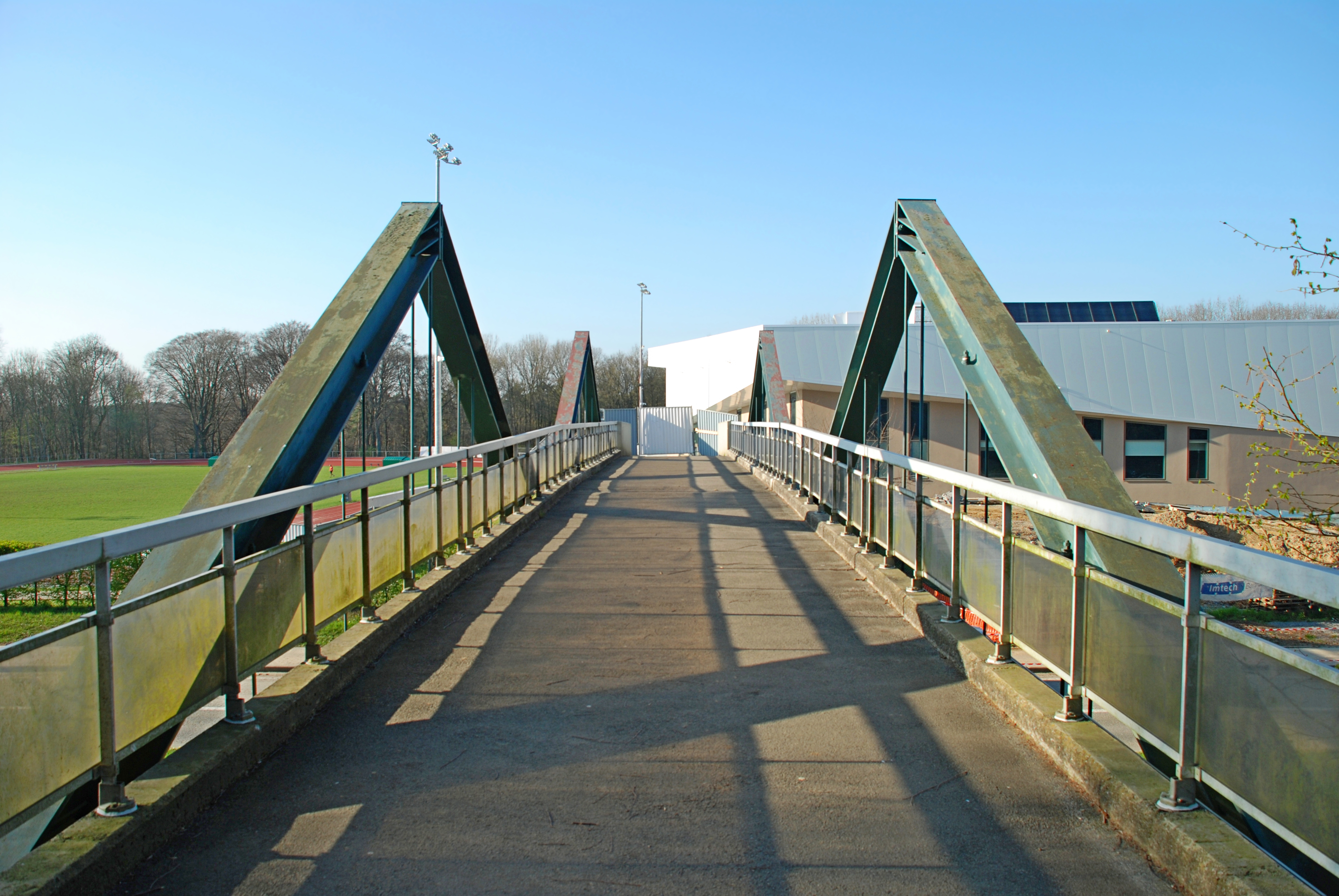
La passerelle vue depuis le Centre sportif.
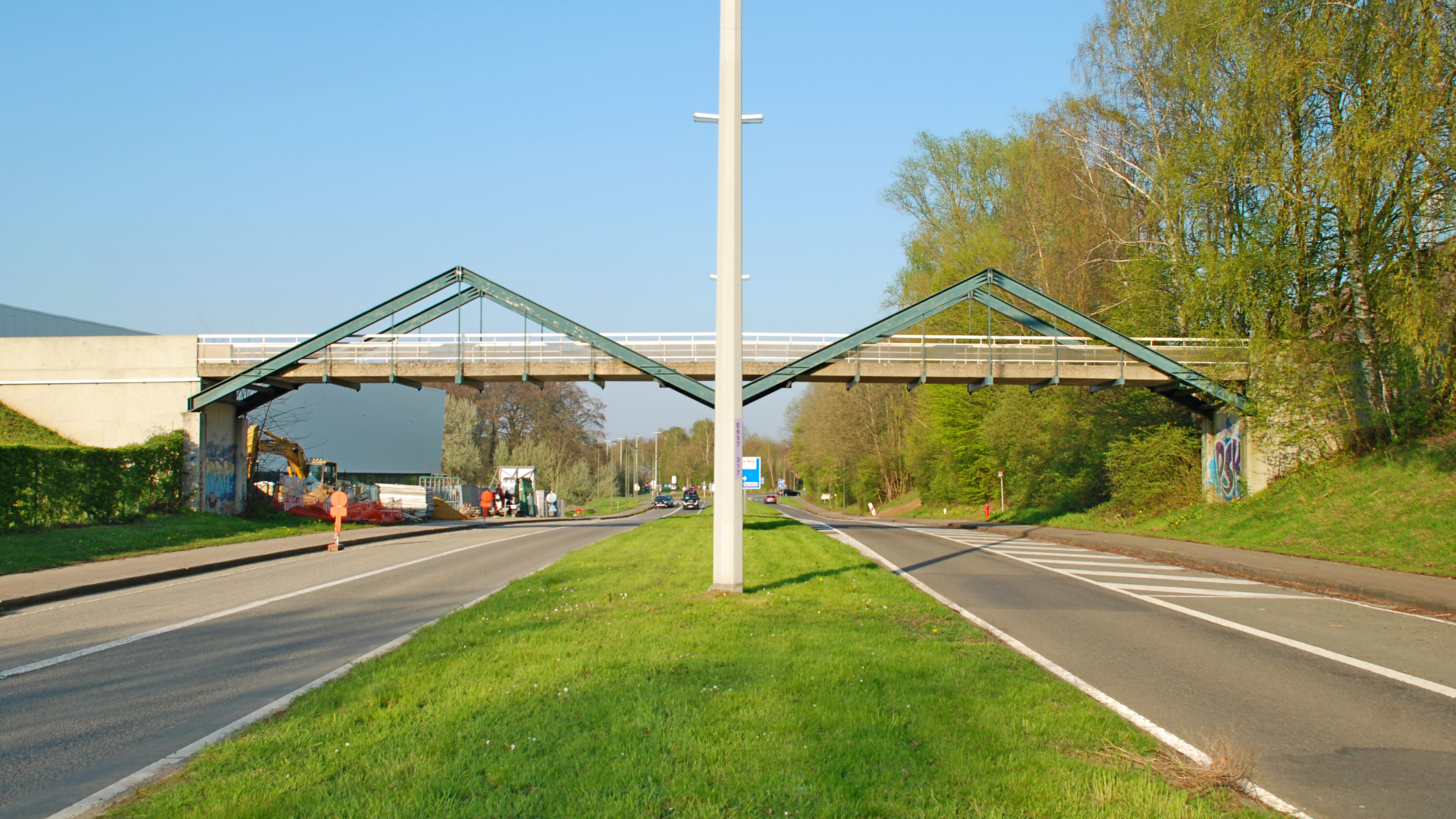
La passerelle vue depuis le boulevard de Lauzelle.

#### Piste d'athlétisme extérieure
La Passerelle Gaston Reiff donne accès à la piste d'athlétisme extérieure et à un terrain de football.
La piste d'athlétisme extérieure comporte 8 couloirs et est orientée sud-nord, avec des lignes de départ au sud-est et au nord-ouest.

Piste d'athlétisme extérieure
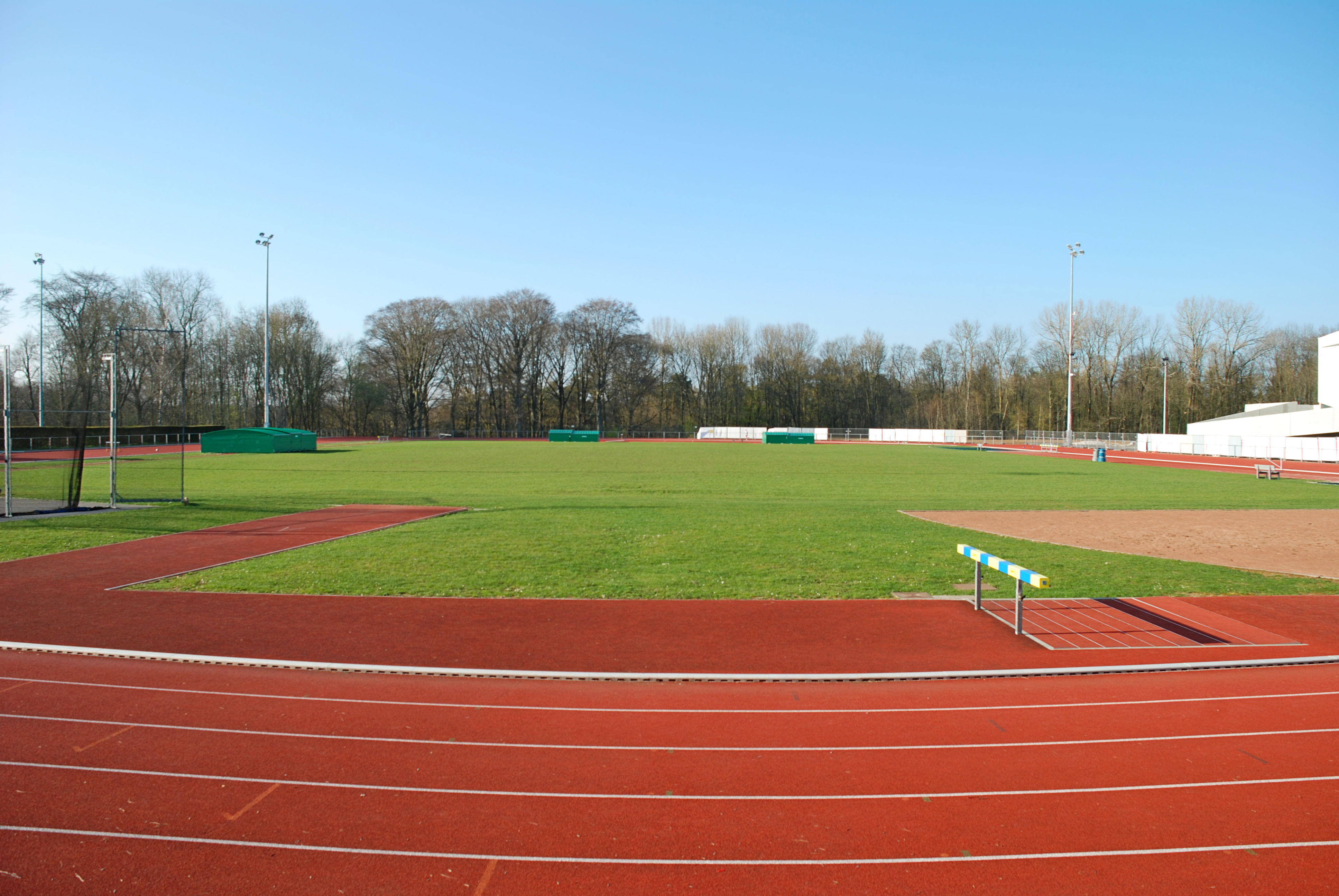
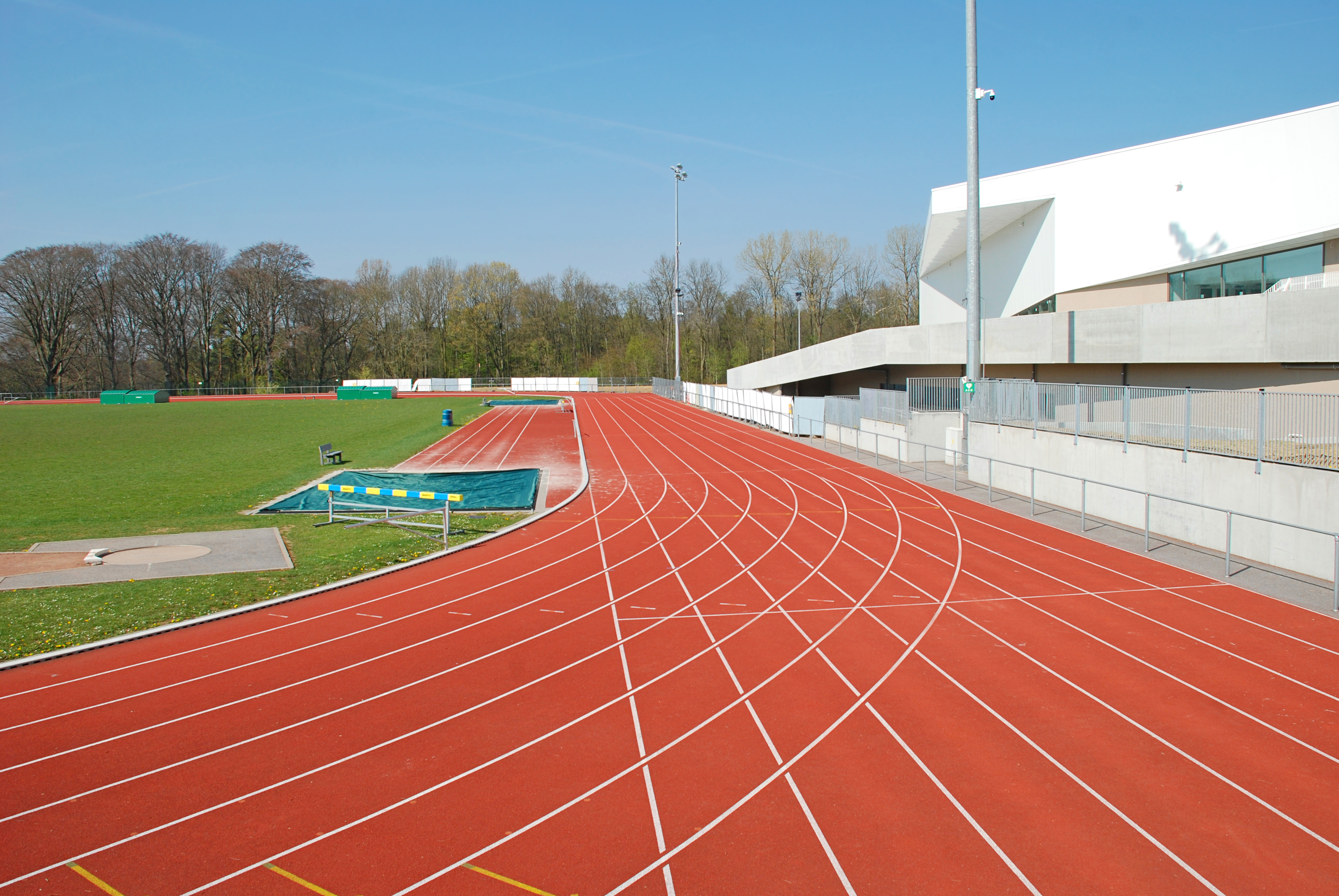
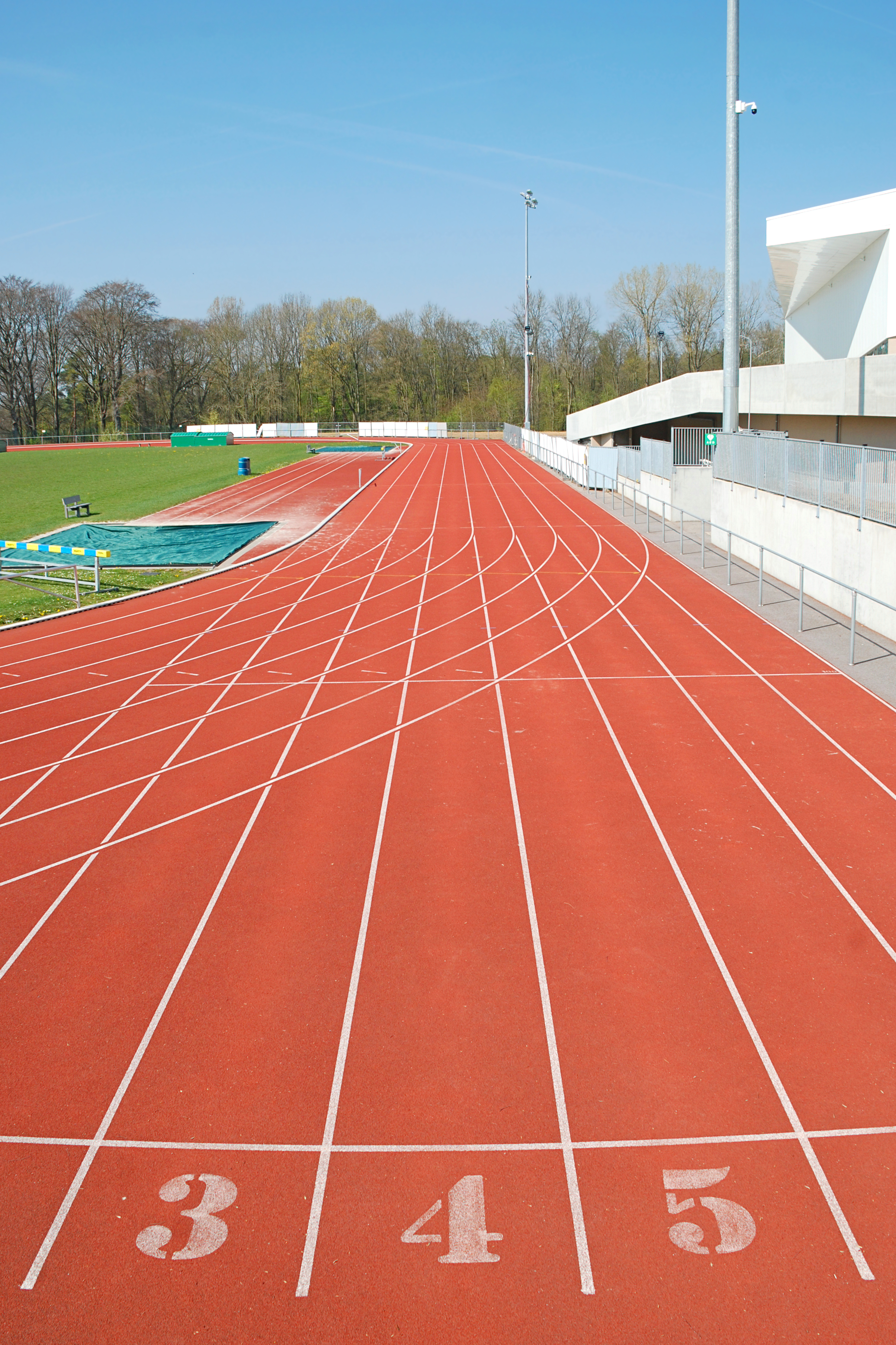

#### Piste d'athlétisme couverte
La piste intérieure d'athlétisme porte plusieurs noms : 
- hall indoor d'athlétisme[6],[7],[31] ;
- piste d'athlétisme indoor[36],[52],[55],[56] ;
- centre de formation pour sportifs de haut niveau (CFSHN)[31] ;
- infrastructure couverte pour sportifs de haut niveau (ICSHN)[32].

Le bâtiment prend la forme d'un rectangle orienté est-ouest, plus petit que la piste d'athlétisme extérieure, vers laquelle il présente une belle façade polygonale blanche de forme asymétrique.
Selon le directeur du complexe sportif, « le dessin de la piste est comparable à celui des cinq derniers championnats internationaux en salle. Au départ, il était prévu qu'elle soit rouge. Mais on a fait un effort financier pour du bleu. C'est plus beau, plus reposant : c'est important pour les sportifs qui viendront vraiment souffrir dans ce lieu ».

Piste d'athlétisme couverte / Centre de formation pour sportifs de haut niveau (CFSHN)
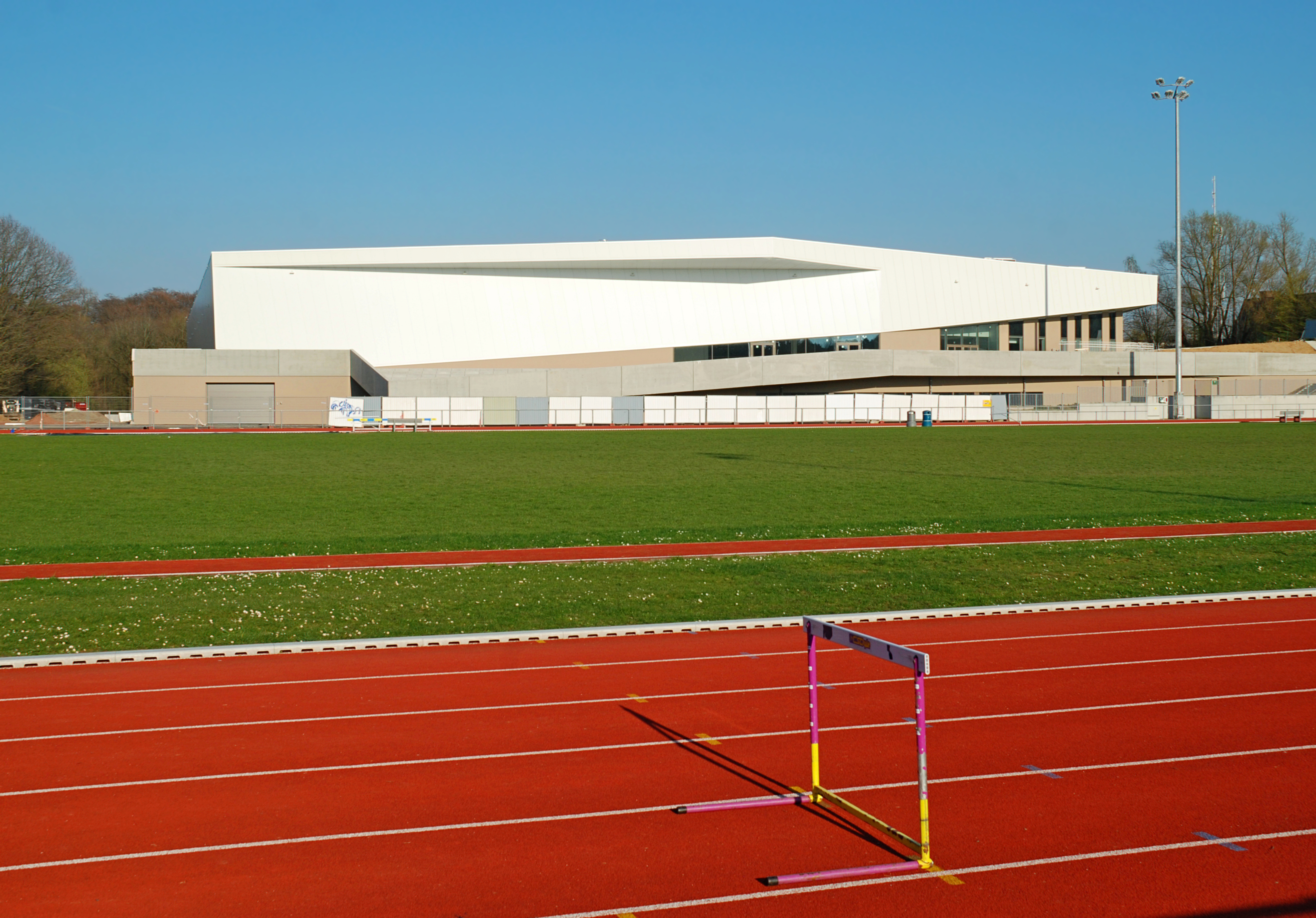
Vue de l'ouest.
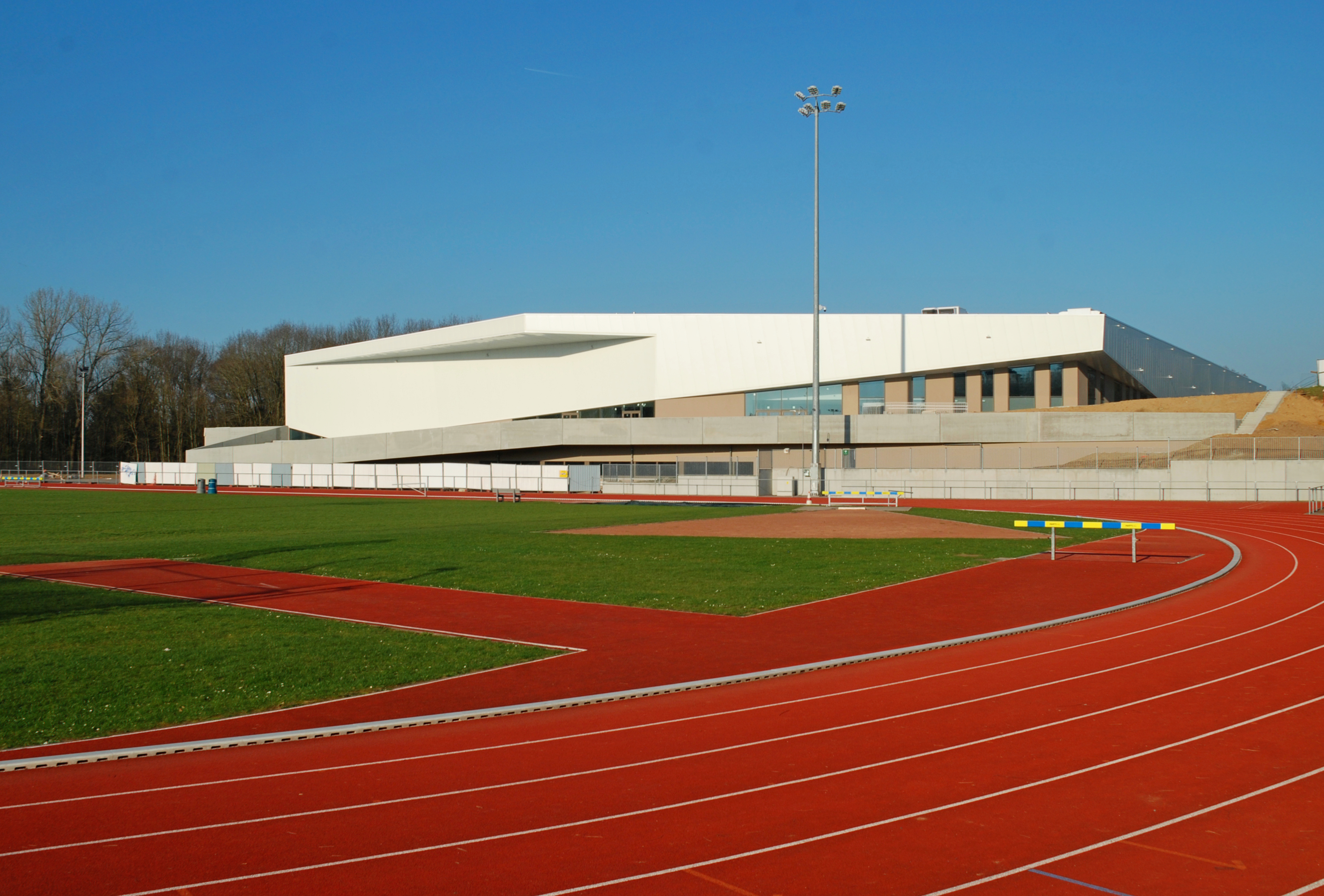
Vue du sud-ouest.
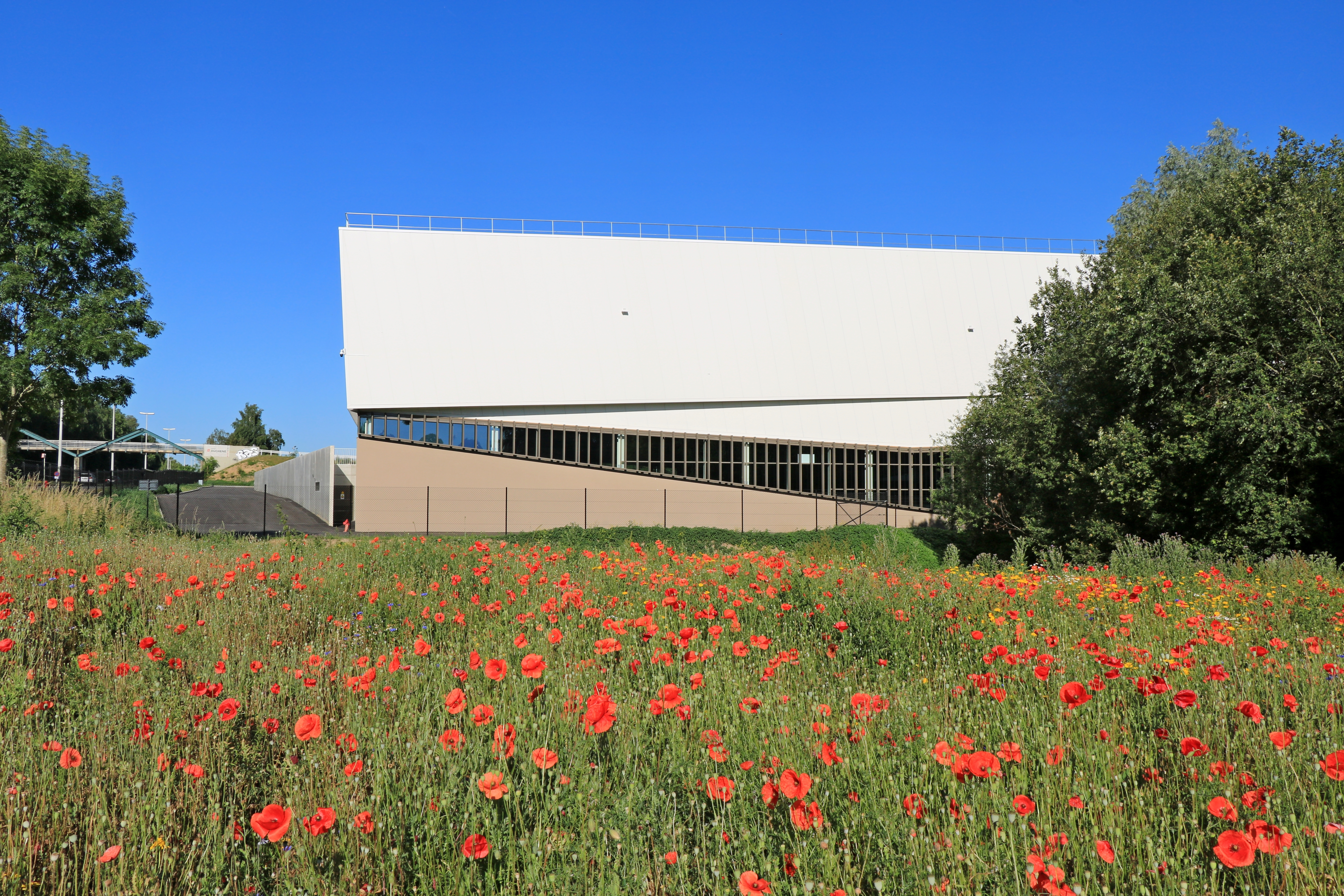
Vue de l'est au soleil du matin.

### Anciennes piscines de Blocry
Les anciennes piscines de Blocry (fermées depuis le 18 septembre 2024), qui constituent la deuxième composante du Complexe sportif de Blocry à côté du Centre sportif de Blocry, sont situées au sud-est de ce dernier, contre la Ferme de Blocry, une des trois salles de spectacle utilisées par l'Atelier Théâtre Jean Vilar.
Entourées de la rue de l'Hocaille, de la rampe du Val, de la rue du Castinia et de la rue Champ Vallée, elles épousent la pente du terrain, qui monte depuis la rue Champ Vallée vers la Ferme de Blocry.
Elles sont à ce point proches de la Ferme que, vues depuis la cour, on a presque l'impression qu'elles ferment cette cour.

Piscines de Blocry
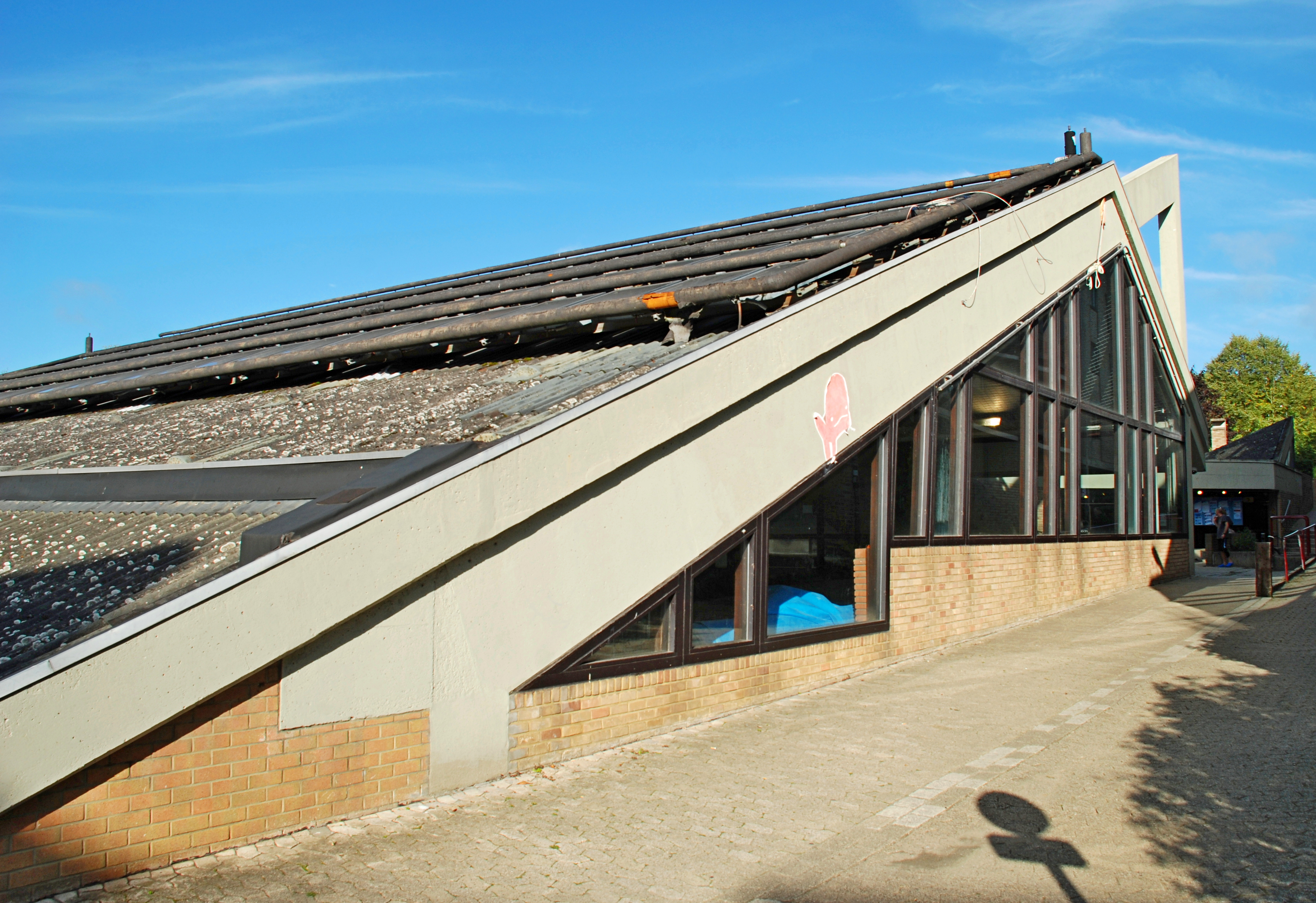
Façade le long de la rue du Castinia.
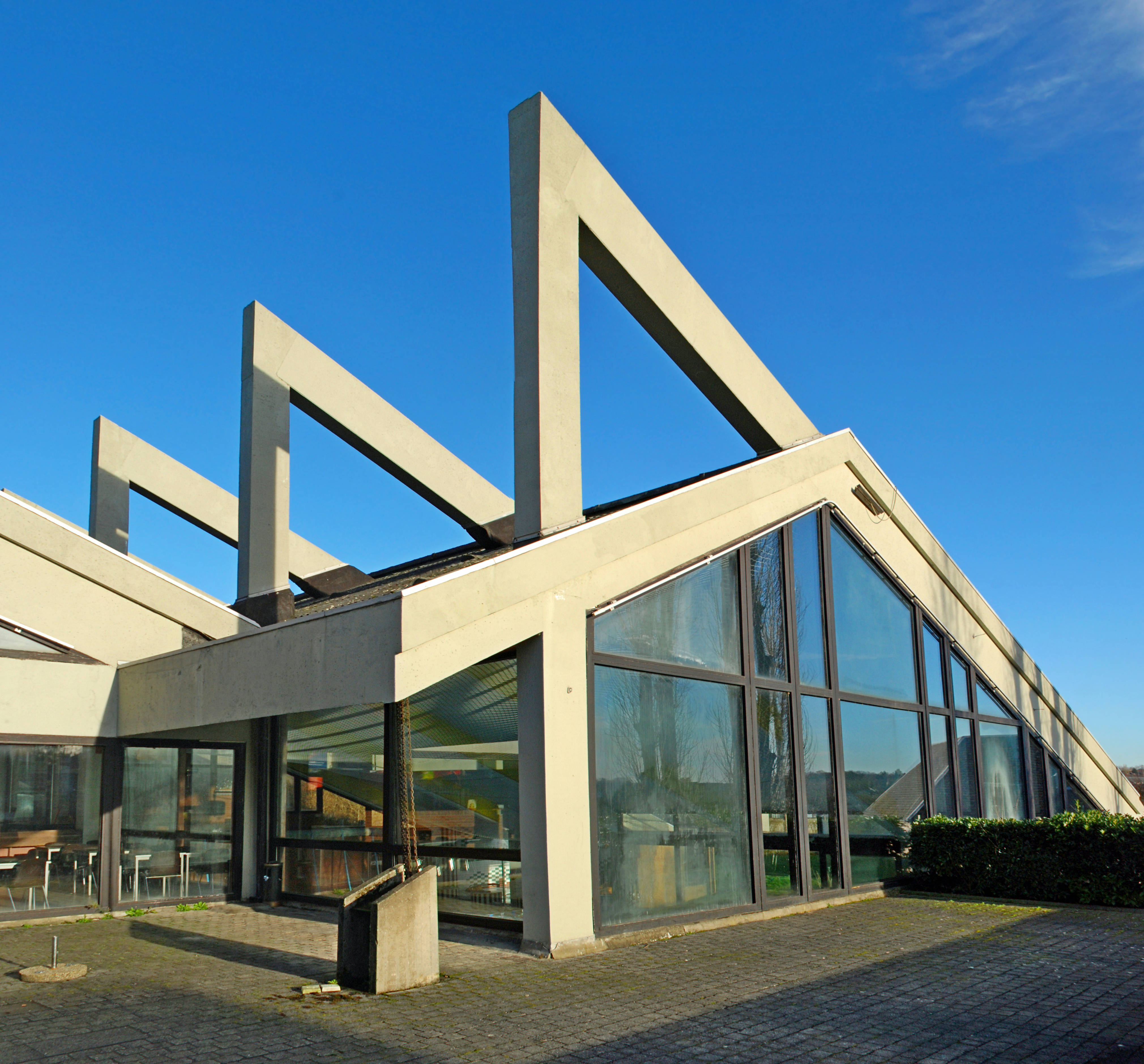
Vue depuis la terrasse de la cafétéria.
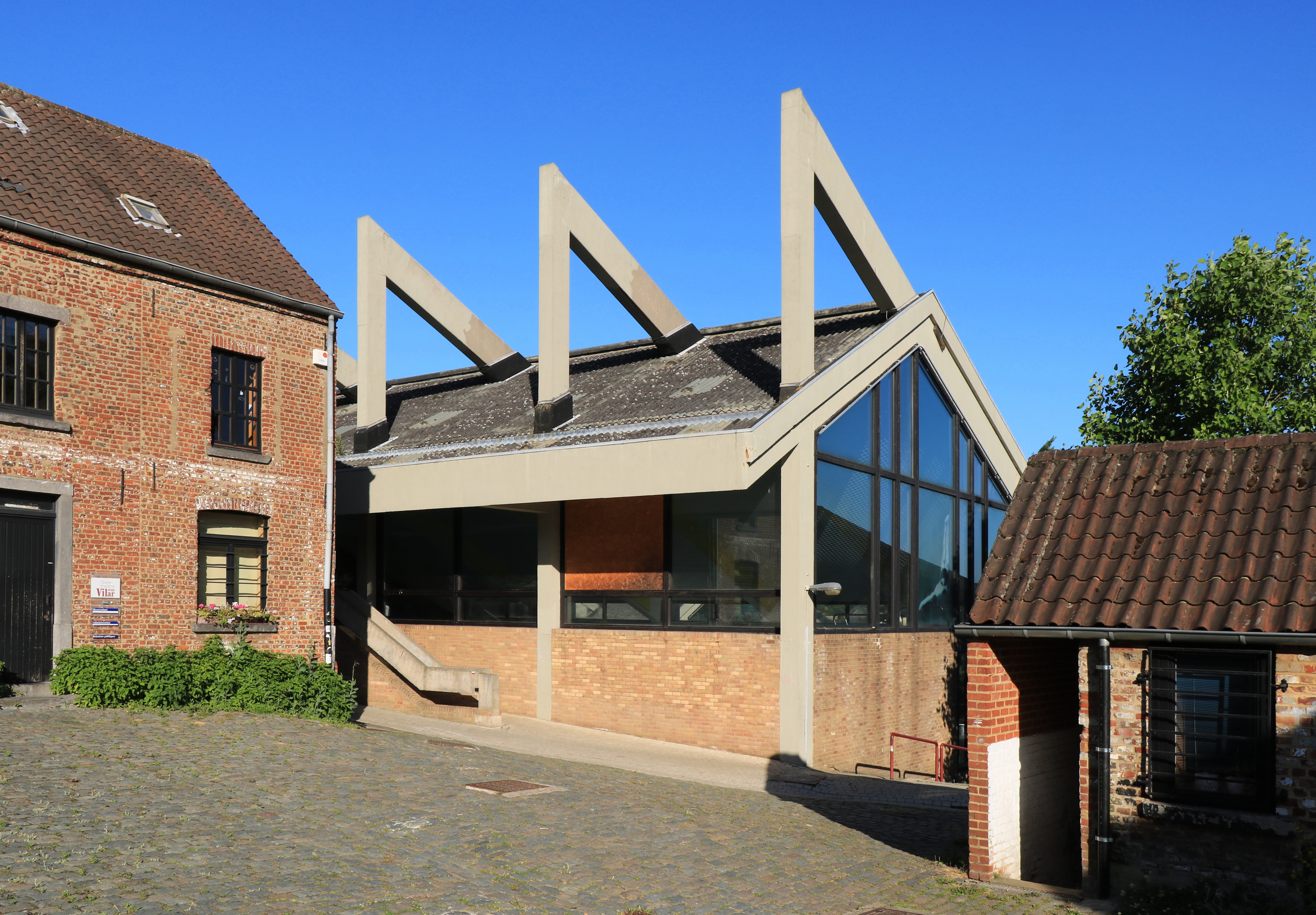
Vue depuis la cour de la ferme de Blocry.

La structure portante est faite de longues poutres de béton lisse qui suivent la pente naturelle du terrain pour se terminer en triangles de béton ajourés du plus bel effet.

Poutres de béton
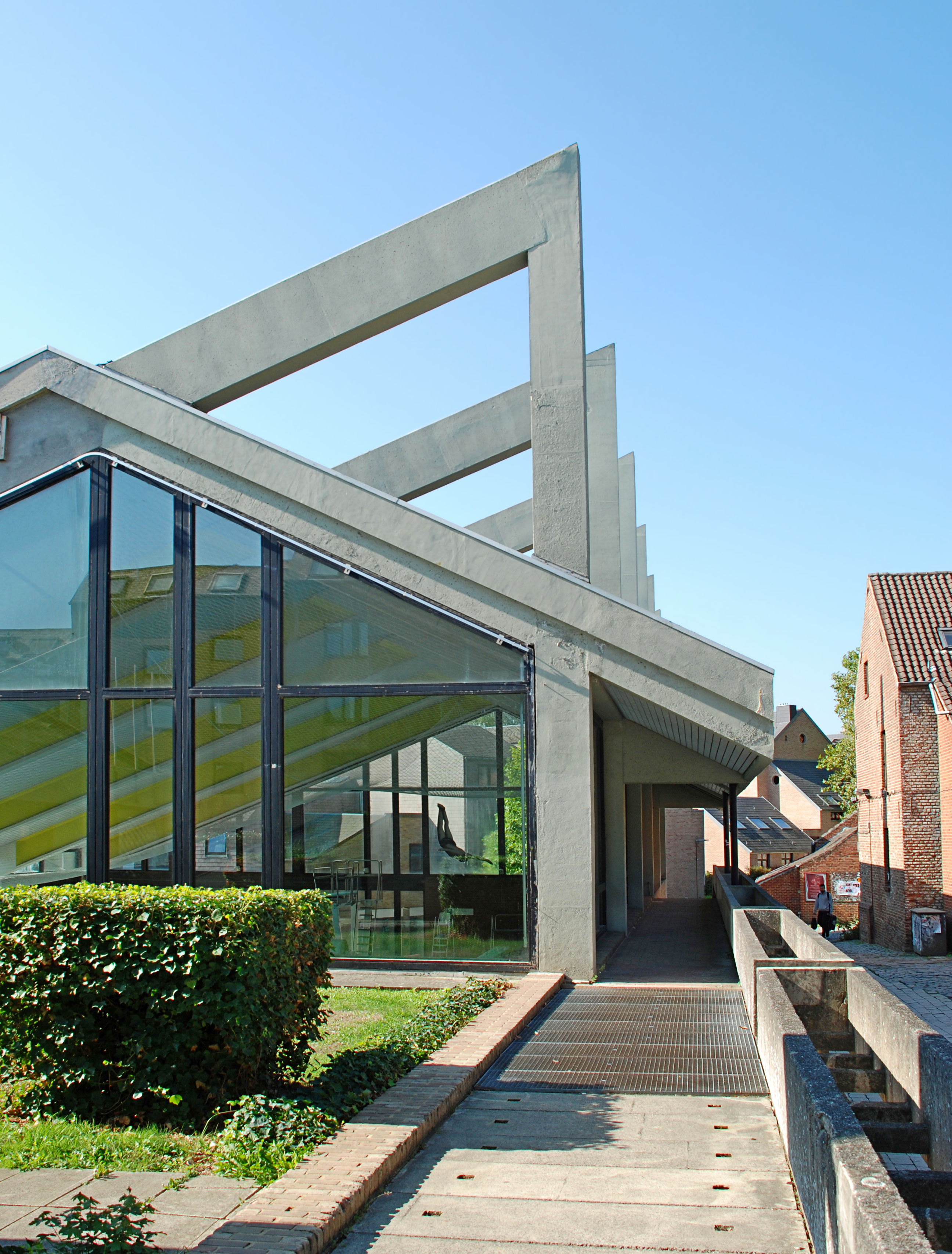
Vue depuis l'est.
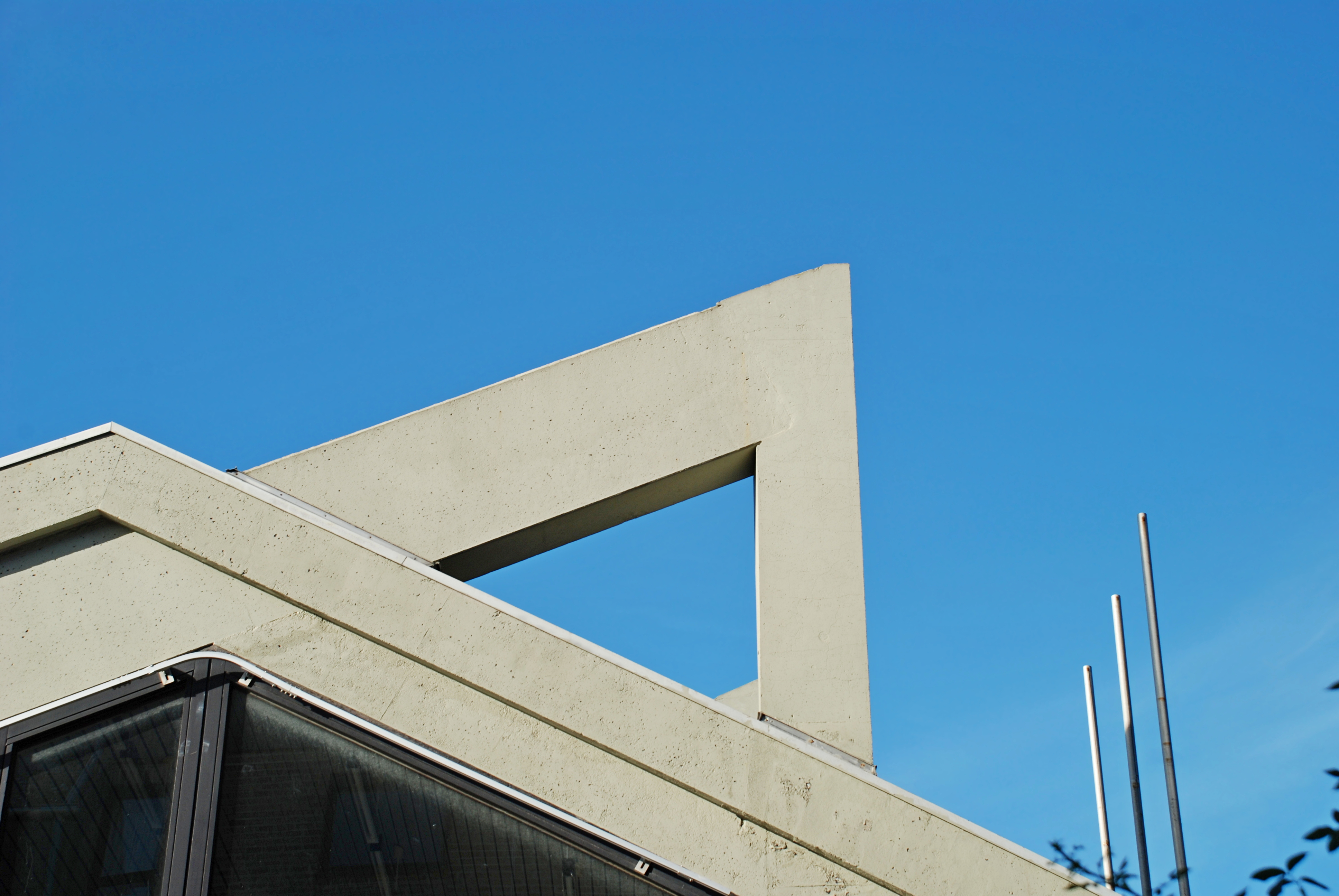
Triangles de béton vus depuis l'est.
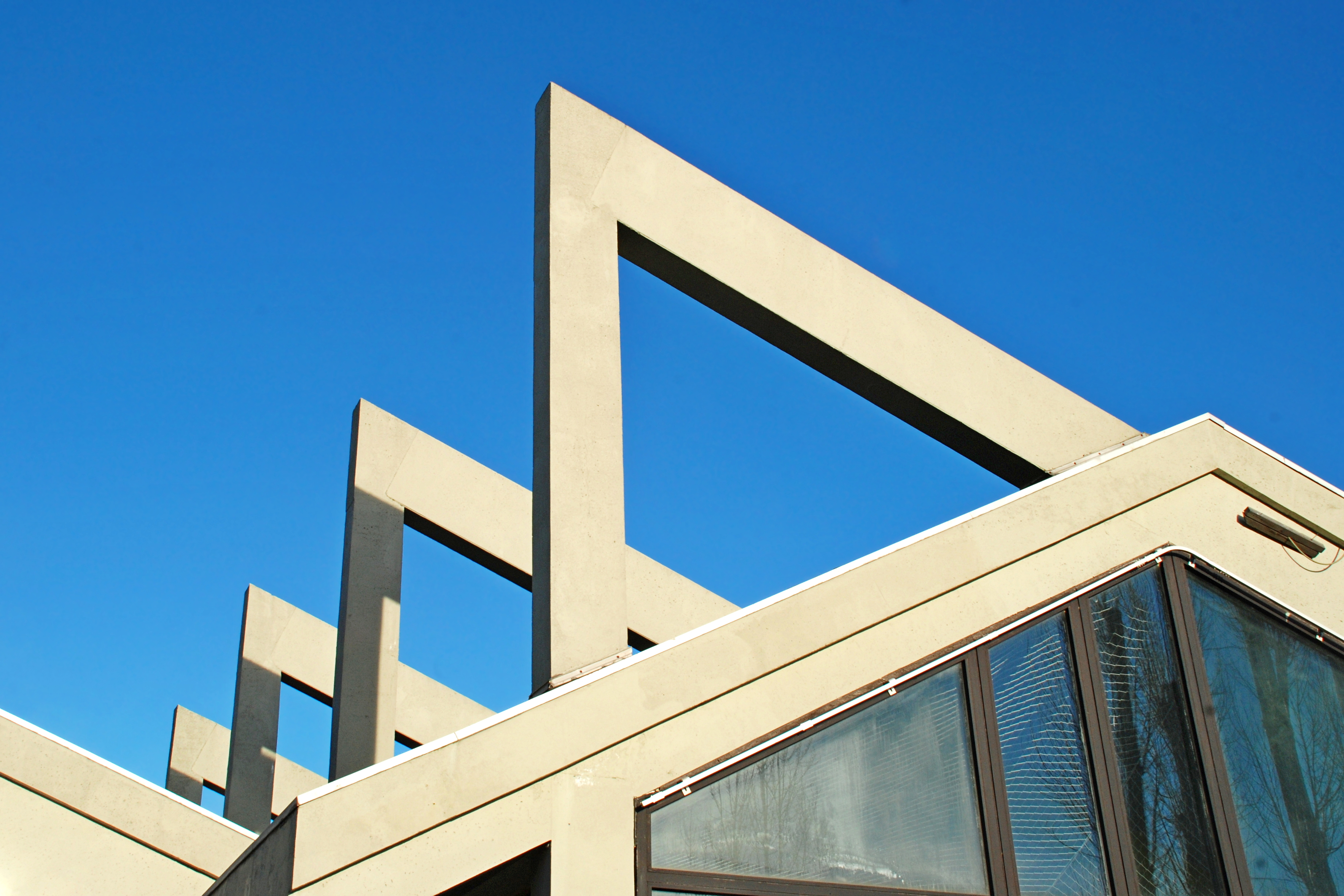
Triangles de béton dominant la terrasse de la cafétéria.

## Art public dans les environs du Complexe sportif de Blocry

### Totem de l'Atelier aux couleurs du monde
À l'entrée de la rue des Sports qui mène au Centre sportif de Blocry se dresse un totem de style naïf, haut en couleur, réalisé par les enfants de l'Atelier aux couleurs du monde, qui signent leur réalisation sur les côtés du totem.

### Ovo(1989)
Près de la Ferme de Blocry, à l'intersection de la rue Haute et de la rue des Sports, se dresse une sculpture en acier inoxydable haute de 6 m, intitulée Ovo et réalisée en 1989 par le Mexicain Abelardo Mancinas.
Cette sculpture, « faite de courbes élancées aux torsions légères enlaçant partiellement un nucléus » a été réalisée à l'initiative du Centre Placet, avec l'appui de la Fondation Woitrin et de la Ville d'Ottignies-Louvain-la-Neuve.

### Le Mur du Marathonien(1991)
Sur un parking proche du Complexe sportif de Blocry, à l'intersection de la Porte de l'Hocaille, de la route de Blocry et de la route du Longchamp, se dresse Le Mur du Marathonien réalisée par Gérard Wibin en 1991. 
Cette sculpture en béton, bois, acier et marbre porte une dédicace de l'artiste gravée dans la pierre : « Un symbole monumental de l'endurance et du dépassement de soi. Dans le sport plus qu'ailleurs, le geste est la charpente de l'esprit. Le béton, matériau primaire, situe le geste à ses origines. Le bois et le métal symbolisent la somme de persévérance de l'athlète. Le marbre, matière noble, est en attente du corps humain engagé ».

### Rêverie d'eau(2001)
Contre les piscines de Blocry, l'intersection des rues du Castinia et de l'Hocaille, est ornée d'une charmante statuette représentant Samuel, un enfant accroupi rêvant devant un jet d'eau et les galets de la fontaine, : « Le regard de l'enfant qui capte l'eau qui coule dans son rêve illustre le plaisir de la découverte du milieu aquatique et de l'acquisition de sa maîtrise ».
Cette sculpture en bronze haute de 70 cm, intitulée Rêverie d'eau, se reflète dans un plan d'eau de 3 m sur 3, entouré d'un espace végétal ondoyant,.
Cette sculpture de Gigi Warny, dont le promoteur est le Complexe sportif de Blocry, a été installée en 2001 à l'occasion du vingtième anniversaire des piscines,,.

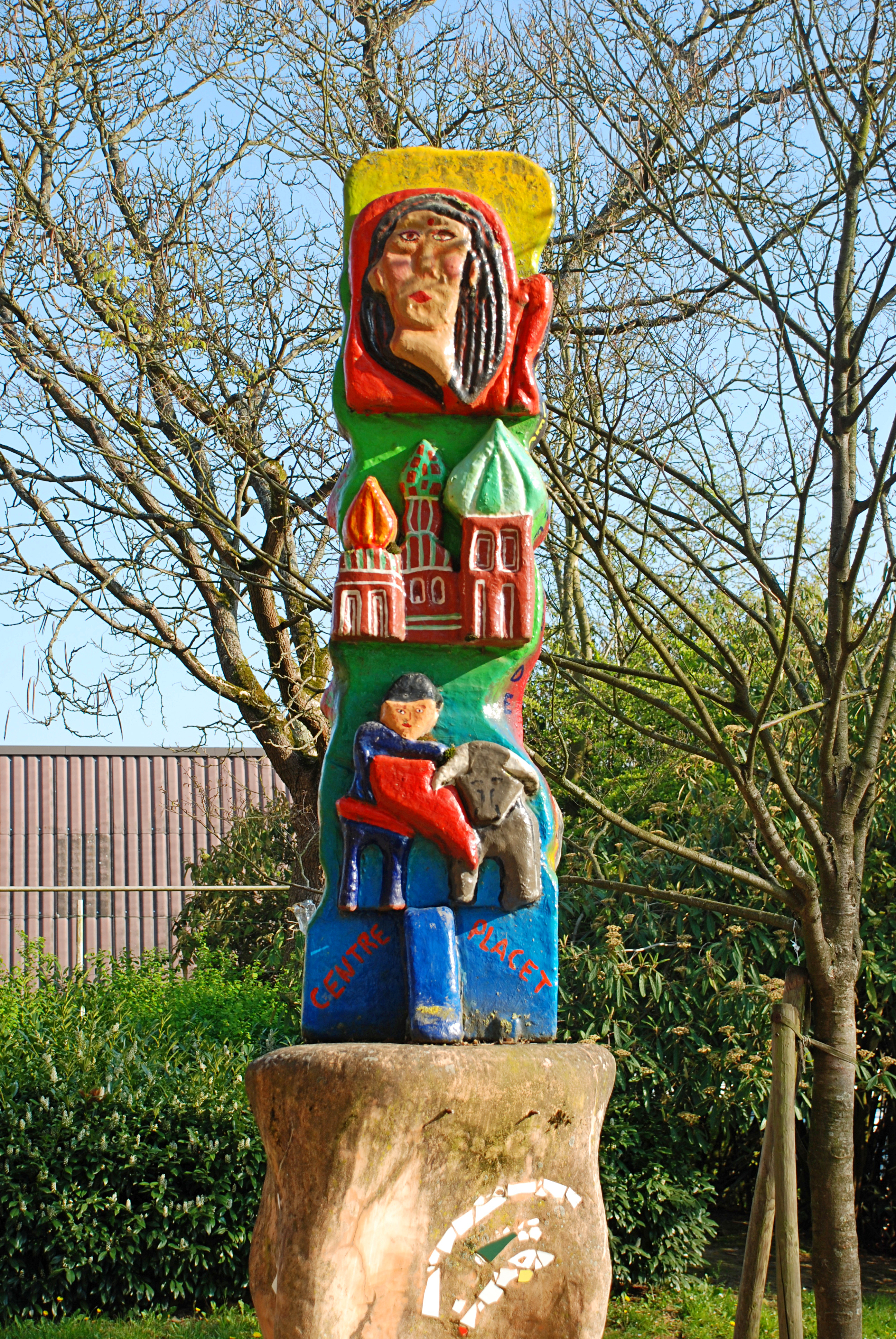
Totem de l'Atelier aux couleurs du monde.
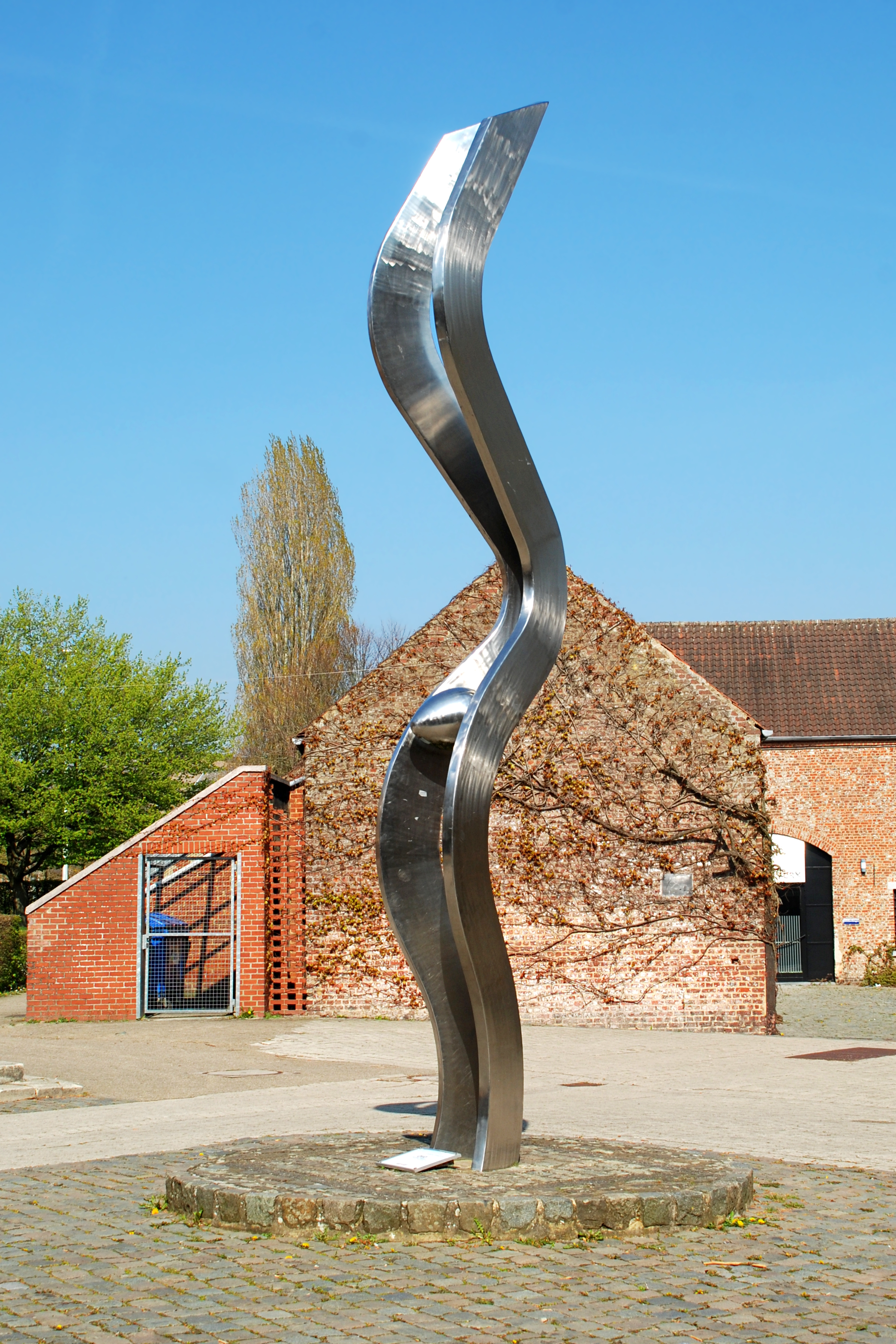
Ovo (Abelardo Mancinas, 1989).
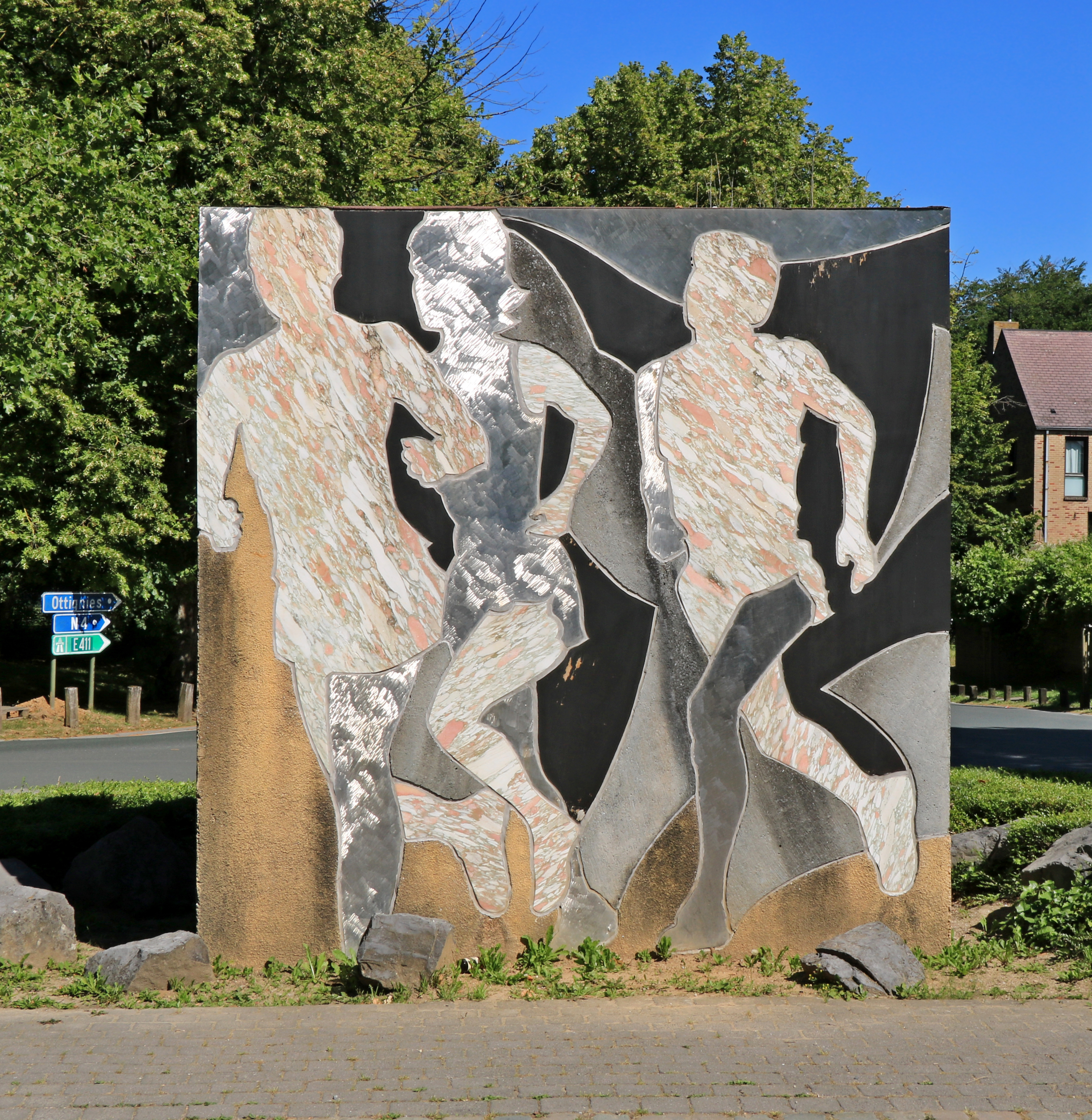
Le Mur du Marathonien (Gérard Wibin, 1991).
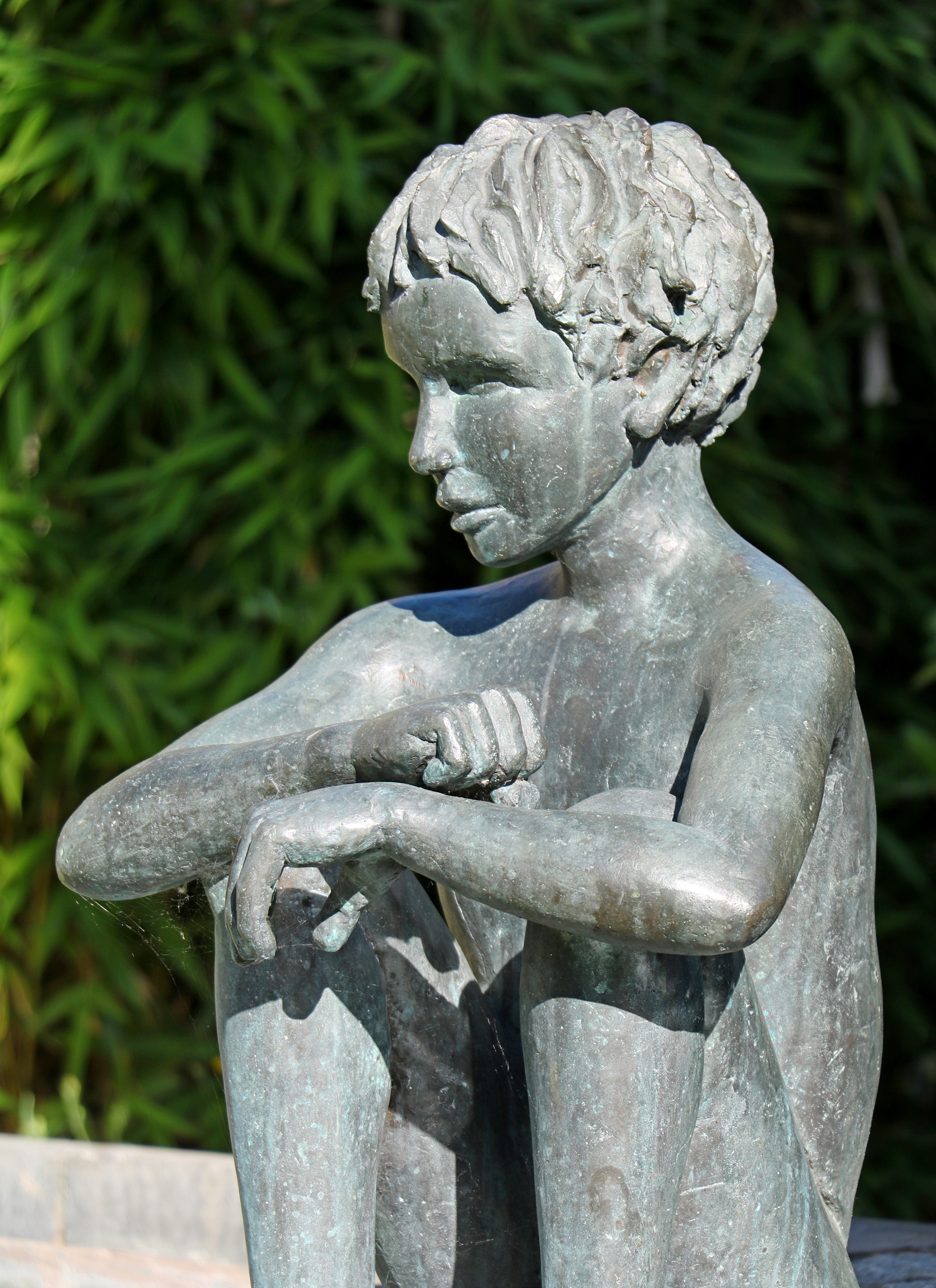
Rêverie d'eau (Gigi Warny, 2001).